# Rangaku
 (août 2020).
Si vous disposez d'ouvrages ou d'articles de référence ou si vous connaissez des sites web de qualité traitant du thème abordé ici, merci de compléter l'article en donnant les références utiles à sa vérifiabilité et en les liant à la section « Notes et références ».

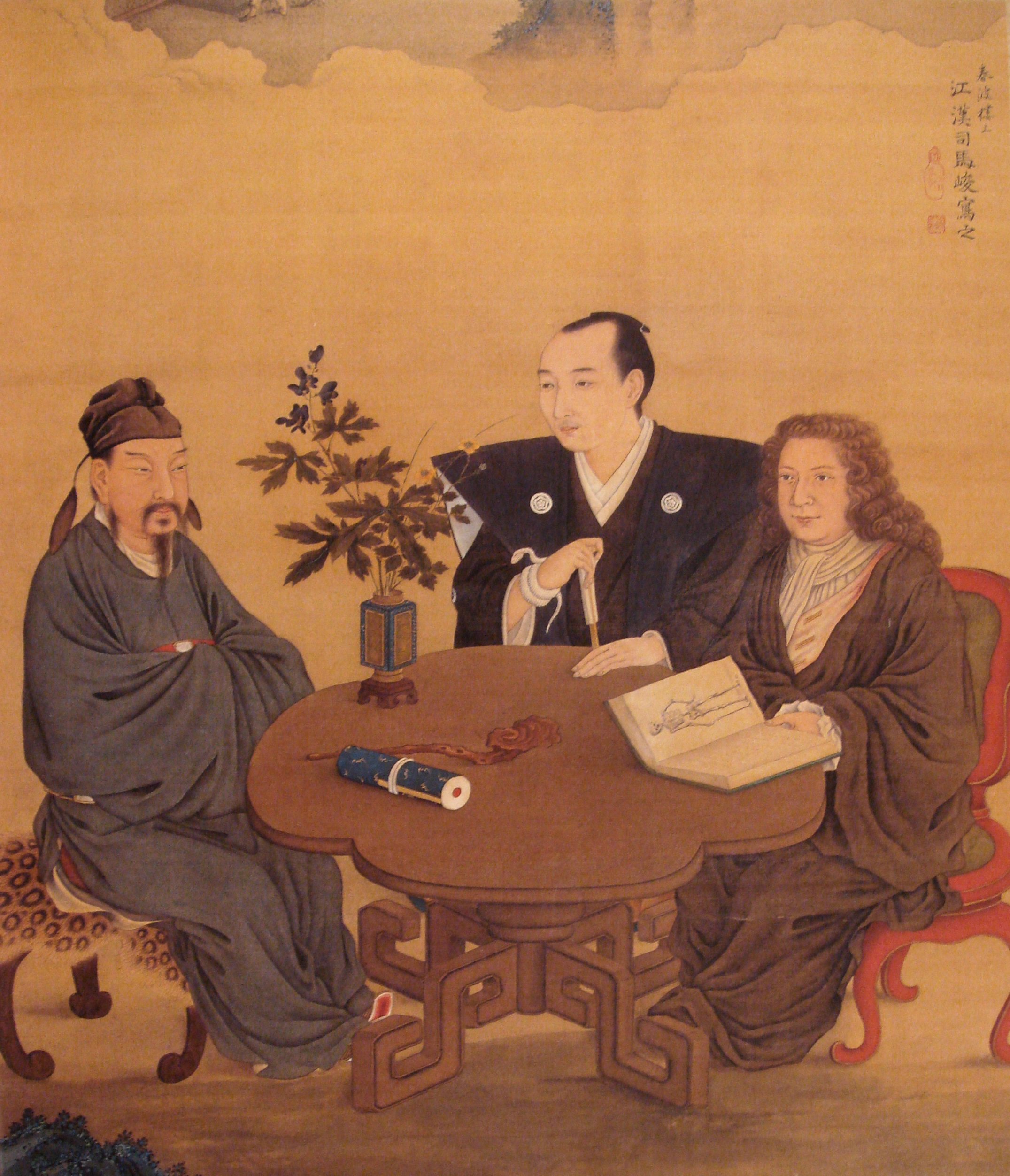
Rencontre entre le Japon, la Chine et l'Occident, de Shiba Kōkan, fin du XVIIIe siècle.

Les Rangaku (蘭学), signifiant littéralement « études néerlandaises » et par extension « études occidentales ») sont une discipline d'analyses développées par le Japon lors de ses contacts avec les Néerlandais de l'île de Dejima, par le biais desquelles il a pu découvrir les technologies et la médecine du monde occidental à une époque où le pays était replié sur lui-même, fermé aux étrangers, de 1641 à 1853, en raison de la politique isolationniste du shogunat Tokugawa (voir sakoku).
Grâce au Rangaku, le Japon découvrit de nombreux aspects de la Révolution scientifique et technologique (notamment les théories mécanistes) qui se déroulait en Europe à la même époque, l'aidant ainsi à rassembler des bases théoriques et technologiques, qui peuvent expliquer en partie la modernisation radicale et rapide qui suivit l'ouverture de ce pays au commerce extérieur à partir de 1854.

## Histoire

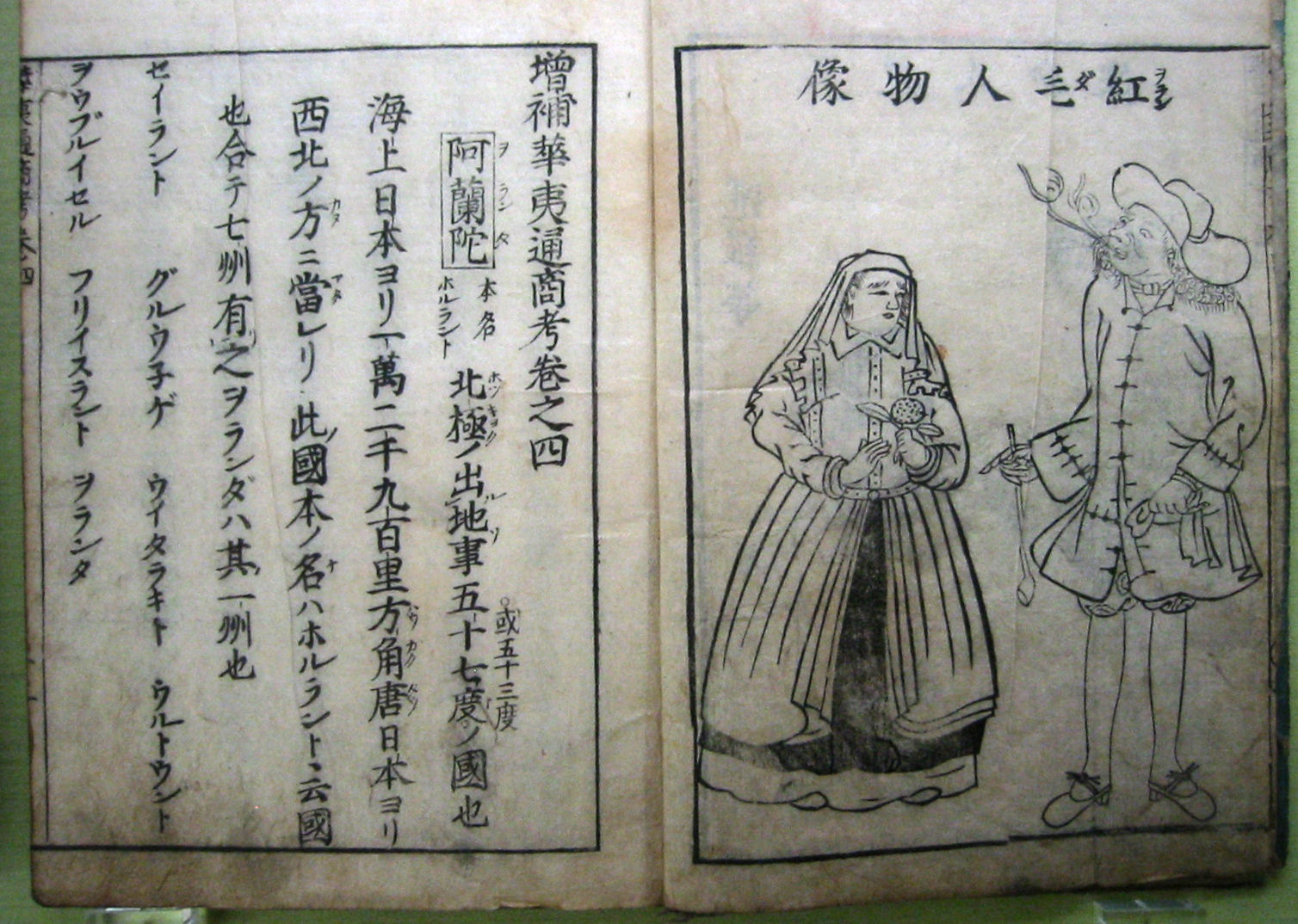
, de Nishikawa Joken, 1708. Musée national de Tokyo.

Les premiers Européens arrivés au Japon, sont, pendant l'Époque du commerce Nanban, les Portugais à partir de 1543, suivis par les Espagnols. À partir de 1640, les commerçants néerlandais de Dejima à Nagasaki étaient les seuls étrangers européens à être tolérés au Japon, et leurs activités étaient attentivement surveillées et fortement contrôlées, limitées initialement à un voyage annuel afin de transmettre leurs hommages au Shogun d'Edo. Ils furent, néanmoins, utilisés pour enseigner au Japon plusieurs découvertes de la révolution industrielle et scientifique qui se déroulait en Occident : les Japonais achetèrent et traduisirent de nombreux livres scientifiques néerlandais, obtinrent de l'Occident divers produits (comme des horloges), et reçurent des présentations de nombreuses innovations occidentales (comme des représentations des phénomènes électriques, et le vol en montgolfière au tout début du XIXe siècle). Aux XVIIe et XVIIIe siècles, la Hollande était incontestablement l'un des pays les plus riches et les plus avancés dans le domaine scientifique au monde, et cela faisait d'elle la nation la plus privilégiée pour transférer ses connaissances occidentales au Japon.
Ainsi, des milliers de livres furent publiés, imprimés et largement distribués parmi la population, qui avait un taux d'alphabétisation situé entre 70 % et 80 %. Le Japon avait déjà à cette époque une des densités de population les plus importantes au monde, avec plus d'un million d'habitants à Edo, et plusieurs autres villes fortement peuplées comme Osaka et Kyoto, offrant ainsi un marché potentiellement important pour ces documents. Dans les grandes villes, quelques magasins spécialisés dans les objets rares étrangers s'ouvrirent au grand public. En 1715, Arai Hakuseki publie un traité sur le monde occidental à partir de l'interrogatoire de Giovanni Battista Sidotti (en), jésuite italien arrêté après être entré illégalement au Japon.

### Les débuts (1640–1720)

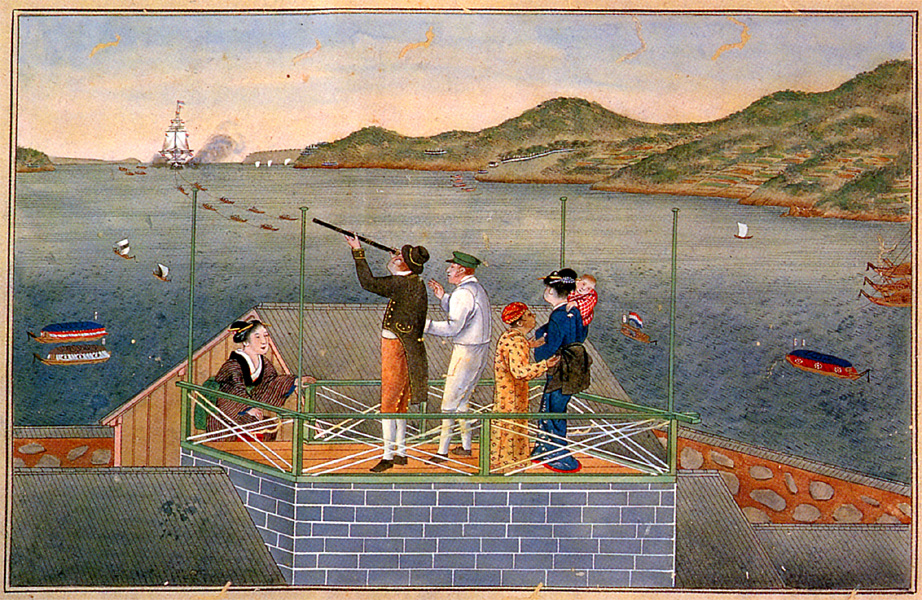
Ukiyo-e de Kawahara Keiga: Arrivée d'un navire néerlandais (蘭船入港図): Philipp Franz von Siebold à Dejima en utilisant un teresukoppu (télescope) avec sa femme japonaise O'Taki San et sa tout petite fille O'Iné.

La première étape du Rangaku fut relativement limitée et fortement contrôlée. Les livres occidentaux étaient interdits depuis la répression contre les chrétiens qui eut lieu au Japon en 1640. Au tout début, un petit groupe de traducteurs nippo-néerlandais travaillèrent à Nagasaki pour adoucir les relations avec les étrangers et transmettre des passages des livres occidentaux.
Les Néerlandais étaient également sollicités pour retransmettre les nouvelles du monde et pour fournir des récits au Shogun tous les ans lors de leur voyage à Edo. Les usines néerlandaises à Nagasaki, en complément du commerce officiel de soie et peau de chevreuil, furent finalement autorisées dans le cadre d'un commerce privé. Un petit marché lucratif se développa ainsi pour les curiosités occidentales, centralisées dans la région de Nagasaki. Avec l'apparition d'un chirurgien au poste de commerce de Dejima, les personnalités japonaises commencèrent à demander à être soignées lorsque les médecins locaux ne pouvaient rien faire. L'un des chirurgiens les plus célèbres était Caspar Schamberger, qui introduisit un intérêt soutenu pour les livres médicaux, pharmaceutiques, méthodes de traitements, etc.

### Libéralisation des connaissances occidentales (1720–1839)

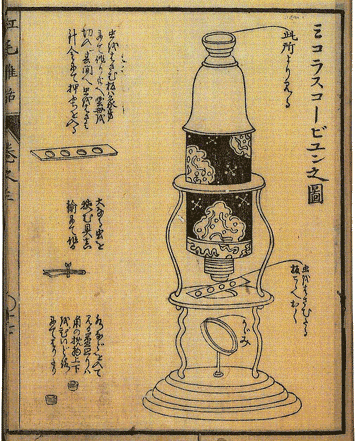
Description d'un microscope dans le livre de 1787.

Bien que les livres étrangers soient formellement interdits depuis 1640, les règles s'assouplirent sous le Shogun Yoshimune Tokugawa en 1720, qui marqua le début d'un afflux de livres étrangers et de leur traduction en langue japonaise. Voici un exemple avec la publication par Chūryō Morishima de Récits de néerlandais (紅毛雑話, Kōmō Zatsuwa, lit. Red Hair Chitchat) en 1787, qui regroupe de nombreux enseignements reçus des Néerlandais. Le livre reprend de très nombreux sujets : comprenant des objets tels que des microscopes ou encore des montgolfières, il traite des hôpitaux occidentaux et du niveau de connaissances au sujet des maladies ; il souligne les techniques de peinture et de l'impression sur planche de cuivre gravée ; il décrit comment créer des moteurs à électricité statique ou encore la construction de navires ; on peut également y retrouver les connaissances géographiques actualisées.
Le premier dictionnaire bilingue est publié en 1745.
Entre 1804 et 1829, des écoles virent le jour dans tout le pays comme les hankō et les terakoya aidant ainsi à la diffusion de ces nouvelles idées.
C'est à cette époque que les émissaires et scientifiques néerlandais virent également leur accès à la société japonaise beaucoup plus toléré. Le médecin bavarois Philipp Franz von Siebold, attaché à la délégation néerlandaise, établit de nombreux contacts avec des étudiants japonais. Il invita les scientifiques japonais afin de leur montrer les prodiges de la science occidentale, apprenant en retour beaucoup plus sur les Japonais et leurs coutumes. En 1824, Von Siebold créa une école de médecine avec cinquante étudiants, choisis par le Shogun. Ils s'aidèrent des études botaniques et naturelles de Von Siebold. Son école, la Narutaki-juku (鳴滝塾), devint un lieu de rencontre pour environ 50 rangaku-sha (étudiants du rangaku).

### Expansion et politisation (après 1839)

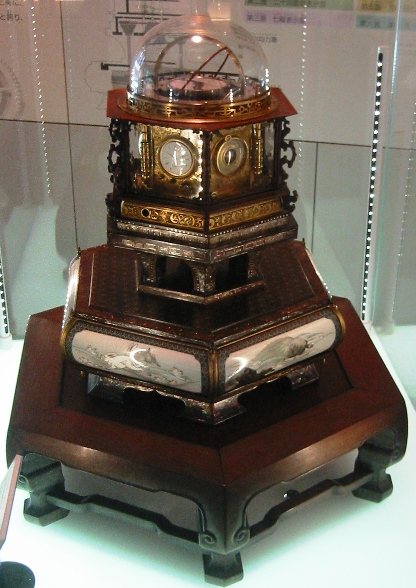
L'Horloge Millénaire de Tanaka Hisashige, une horloge perpétuelle japonaise (ou wadokei), créée grâce au Rangaku et à des techniques locales en 1850. Musée national de la Nature et des Sciences de Tokyo.

Durant cette période, le mouvement du Rangaku fut de plus en plus impliqué dans le débat sur la politique isolationniste du pays, affirmant que s'inspirer de la culture occidentale renforcerait le Japon plutôt que de l'affaiblir. Petit à petit, le Rangaku répandit dans le pays des innovations contemporaines de l'Occident.
En 1839, des spécialistes des études occidentales (appelés rangaku-sha) subirent une brève répression de la part du shogunat d'Edo lors de l'incident du Bansha no goku (蛮者の獄, , « emprisonnement des adeptes des barbares »), suscitée par à leur opposition à l'introduction de la peine de mort à l'encontre des étrangers (autres que néerlandais) débarquant au Japon, promulguée peu de temps auparavant par le Bakufu. Cette décision était liée à des évènements tels que l'incident du Morrison, qui vit un navire marchand américain non armé se faire tirer dessus, en vertu de l'« Édit pour repousser les navires étrangers » (ikokusen uchiharairei (異国船打払令)) émis en 1825. Cet ordre fut abrogé en 1842.
Le Rangaku devint finalement obsolète lorsque le Japon subit une ouverture forcée par les Navires noirs, navires de guerre américains, durant la période du Bakumatsu, de 1853 à 1867. Des étudiants furent envoyés à l'étranger, et des employés occidentaux (oyatoi gaikokujin) vinrent en grand nombre au Japon afin d'enseigner et conseiller, entraînant une modernisation rapide et sans précédent du pays.
Il est souvent avancé que le Rangaku a permis au Japon de ne pas être complètement ignorant des grandes avancées scientifiques occidentales des XVIIIe et XIXe siècles, et de bâtir les fondations d'une culture scientifique théorique et technologique. Ceci peut expliquer en partie la réussite du Japon dans sa modernisation radicale, qui a suivi son ouverture au commerce extérieur en 1854.

## Disciplines du Rangaku

### Médecine

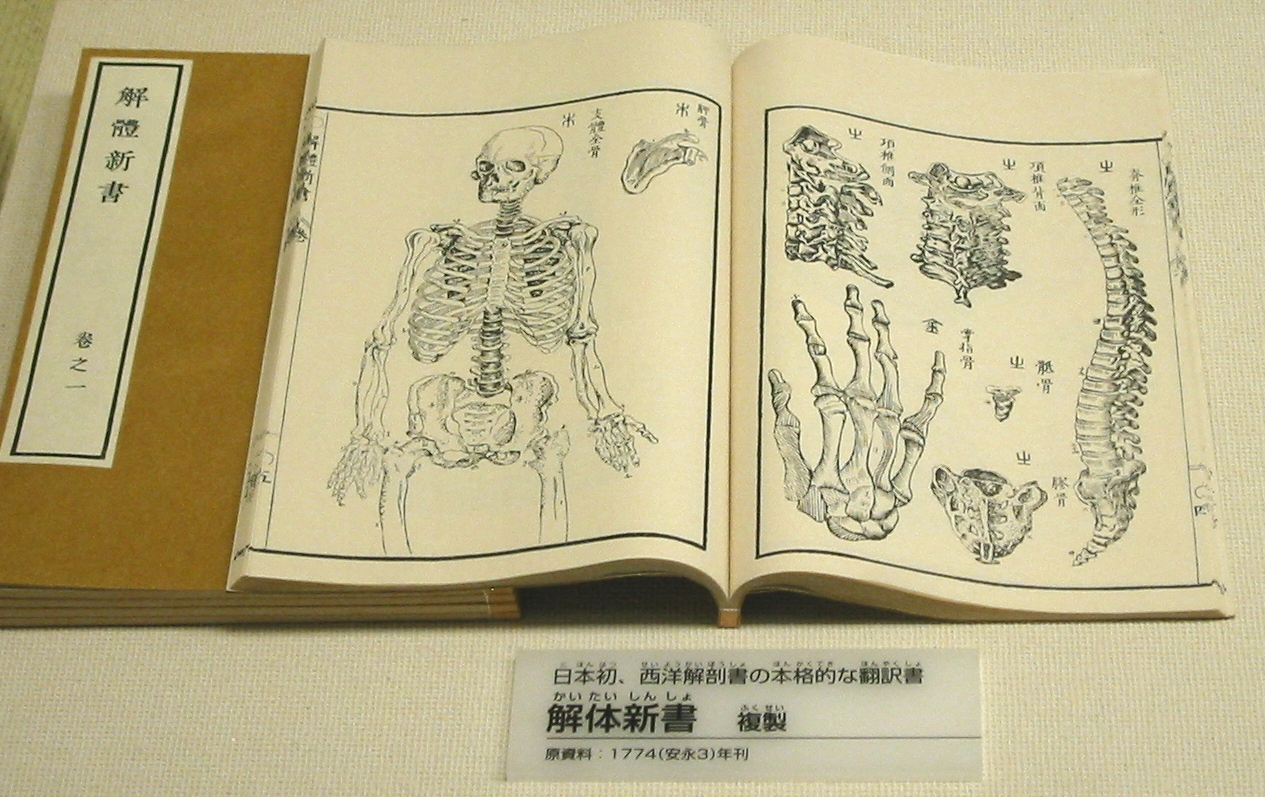
Le premier traité d'anatomie occidentale du Japon (Kaitai Shinsho), publié en 1774. (Musée national de la Nature et des Sciences de Tokyo).

La pratique des chirurgiens néerlandais de Dejima suscitait l'intérêt des Japonais mais, jusqu'en 1720, il était interdit aux interprètes de lire, traduire et diffuser leurs ouvrages. Les premiers textes circulaient de façon confidentielle comme la Tradition d'école de la chirurgie des barbares roux (紅夷外科宗伝, Kōi Geka Sōden) de Narabayashi Chinzan, traduction du traité de chirurgie d'Ambroise Paré avec les images de l'édition néerlandaise de 1649, rédigé en 1706 et qui ne fut publié qu'en 1769 chez un libraire de Kyoto,.
À partir des années 1720, de nombreux ouvrages sur les sciences médicales furent obtenus des Néerlandais, puis étudiés et traduits en japonais. De vifs débats eurent lieu entre les partisans de la médecine traditionnelle chinoise et ceux des connaissances occidentales nouvellement acquises, qui conduisirent à des vagues d'expérimentations et de dissections. La précision des connaissances occidentales fit sensation parmi la population, et de nouvelles publications telles que Anatomie (蔵志, Zōshi) en 1759 et le Nouveau Traité d'Anatomie (解体新書, Kaitai Shinsho) en 1774 devinrent des références. Ce dernier était une compilation réalisée par plusieurs érudits japonais avec à leur tête Genpaku Sugita, en grande partie issue de l'ouvrage néerlandais Ontleedkundige Tafelen de 1734, qui lui-même était une traduction de Anatomische Tabellen, écrit par l'auteur allemand Johann Adam Kulmus en 1732.

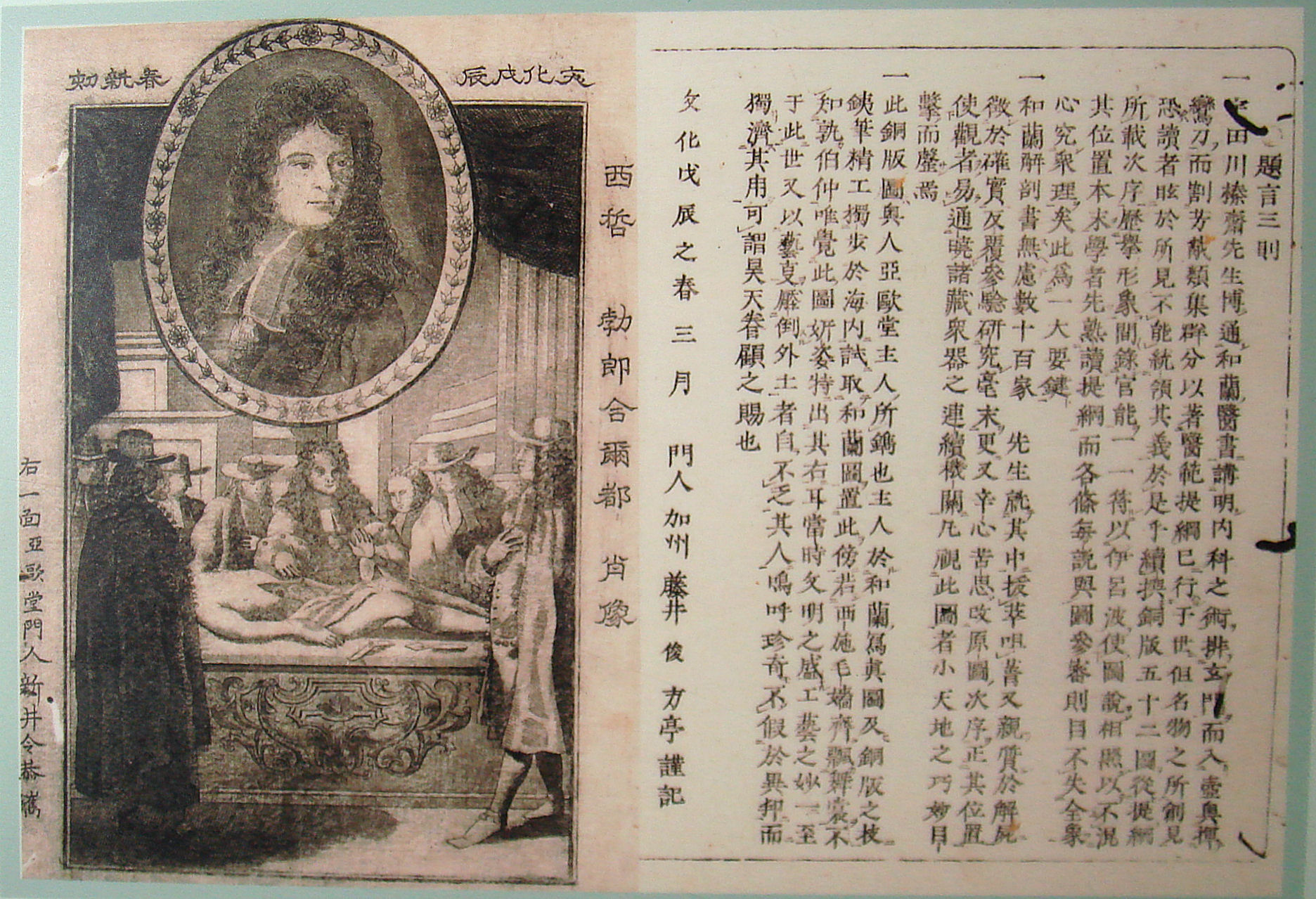
Ihan teikō (医範提綱), manuel médical néerlandais par Steven Blankaart (1650-1704) traduit en japonais par Udagawa Genshin (1769-1824) en 1808.

En 1804, Hanaoka Seishū réalisa la première anesthésie générale au monde, et effectua une mastectomie sur un cancer du sein. L'opération fut menée à bien en combinant la phytothérapie chinoise et les techniques chirurgicales occidentales, 40 ans avant les découvertes mieux connues de Crawford Long, Horace Wells et William Thomas Green Morton, qui introduisirent l'éther diéthylique (1846) et le chloroforme (1847) comme anesthésiques généraux.
En 1838, le docteur Kōan Ogata fonda le Tekijuku, une école spécialisée dans le Rangaku. Celle-ci accueillit de célèbres étudiants tels que Yukichi Fukuzawa et Keisuke Ōtori, qui allaient devenir des acteurs clés de la modernisation du Japon. Ogata fut également l'auteur en 1849 d'une Introduction à l'étude des maladies (病学通論, Byōgaku Tsūron), premier ouvrage à traiter des pathologies à être publié au Japon.

### Physique
Certains des premiers spécialistes du Rangaku se consacrèrent à l'assimilation des théories en sciences physiques du XVIIe siècle. Ce fut notamment le cas de Shizuki Tadao, un descendant de la huitième génération de la maison Shizuki des traducteurs de Nagasaki. Après avoir achevé pour la première fois une analyse systématique de la grammaire néerlandaise, il traduisit l'édition néerlandaise de l'ouvrage Introductio ad Veram Physicam du britannique John Keill sur les théories de Newton, sous le titre Rekishō Shinsho (暦象新書, « Nouvel essai sur les effets transitifs ») en 1798. Pour les besoins de la traduction, Tadao Shizuki inventa plusieurs termes scientifiques clés qui sont toujours utilisés en japonais moderne, tels que « gravité » (重力, jūryoku), « attraction » (引力, inryoku), « force centrifuge » (遠心力, enshinryoku) ou « barycentre » (重心, jūshin).
Un autre spécialiste du Rangaku, Hoashi Banri, publia un manuel de sciences physiques intitulé Kyūri-Tsū (窮理通, « Des lois naturelles ») en 1810, à partir d'une combinaison de treize ouvrages néerlandais, après avoir appris la langue à l'aide uniquement d'un dictionnaire bilingue.

### Phénomènes électriques

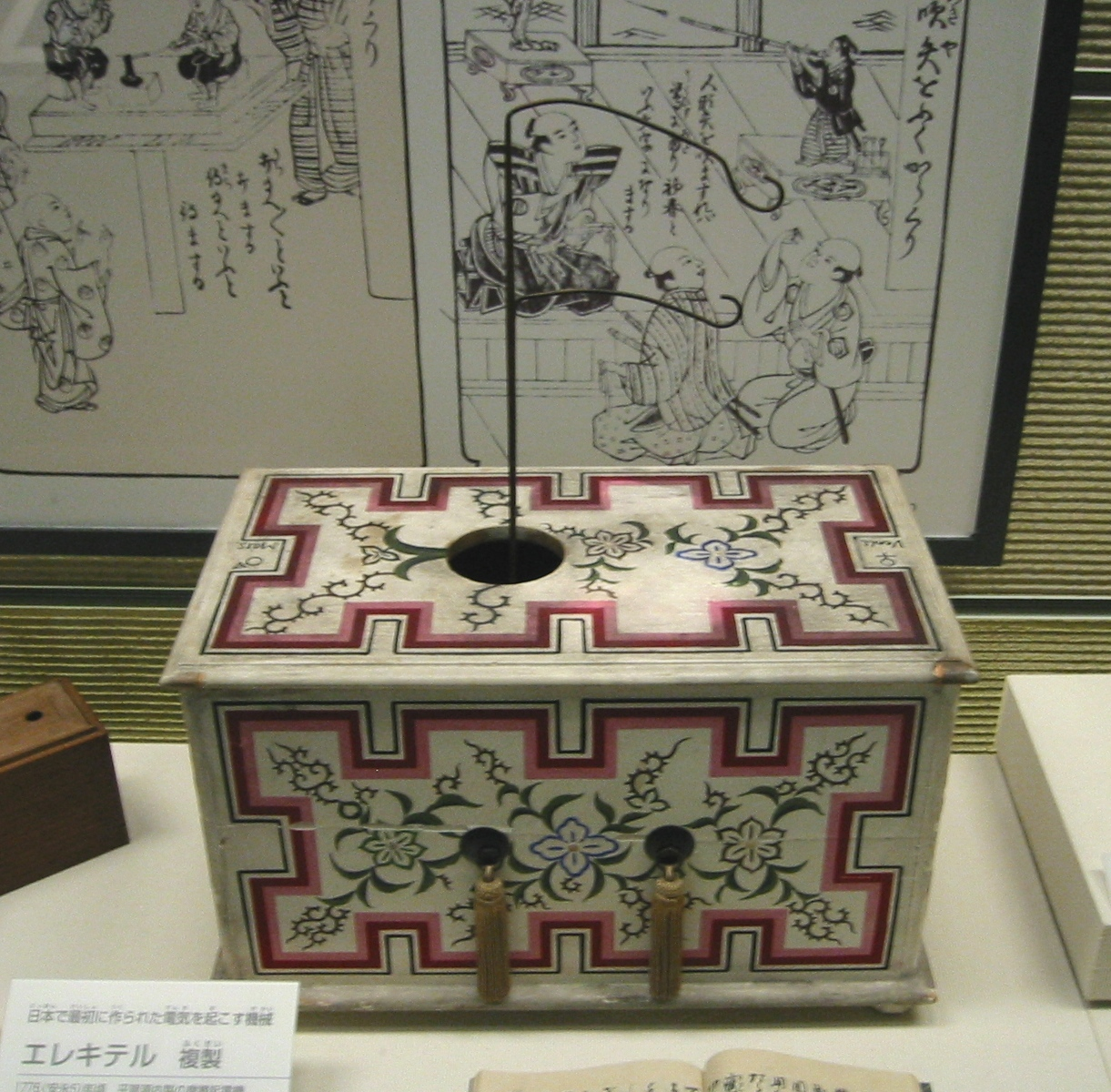
Le premier générateur électrostatique du Japon (1776), appelé Elekiter, construit grâce au Rangaku. (Musée national de la Nature et des Sciences de Tokyo).

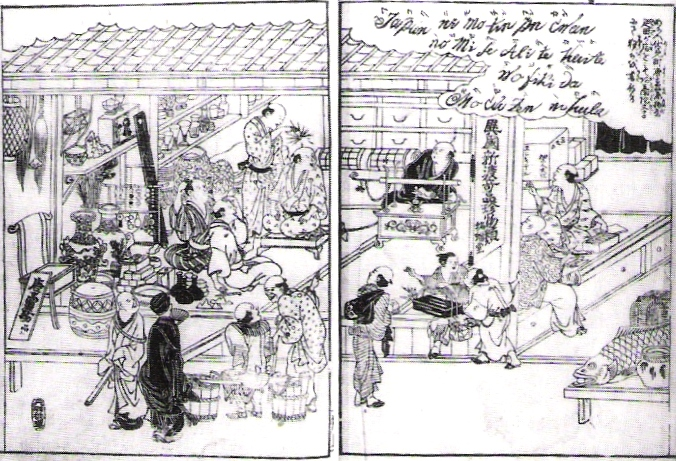
Boutique de curiosités assurant la démonstration et la vente d'un Elekiter. La pancarte à l'entrée dit « Dernières curiosités des pays étrangers ».

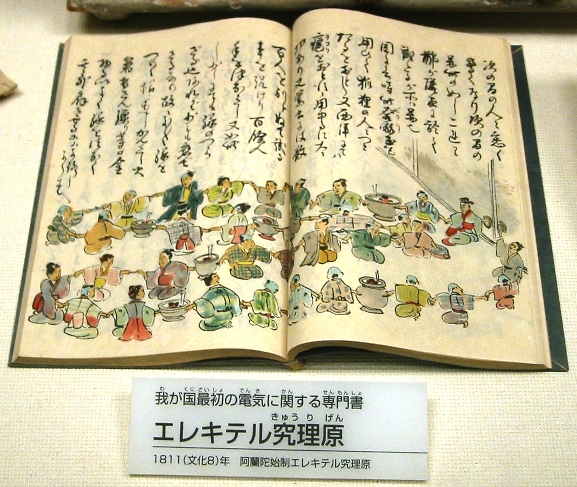
Premier manuel japonais sur les phénomènes électriques, publié en 1811 par Muneyoshi Hashimoto.

Les expérimentations électriques étaient très populaires dans les années 1770. À la suite de l'invention de la bouteille de Leyde en 1745, des générateurs électrostatiques semblables furent obtenus pour la première fois des Néerlandais vers 1770 au Japon, par Gennai Hiraga. L'électricité statique était produite par la friction d'un bâton plaqué or sur un tube de verre, qui créait divers effets électriques. Les bouteilles étaient reproduites et adaptées par les Japonais, qui les appelaient « Elekiter » (エレキテル, Erekiteru).
Tout comme en Europe, ces générateurs étaient utilisés tels des curiosités ; on s'en servait pour provoquer des étincelles sur la tête d'un individu, ou pour leurs supposés bénéfices thérapeutiques pseudo-scientifiques. Dans Paroles de Néerlandais, l'Elekiter est décrit comme une machine permettant à quelqu'un de prélever des étincelles hors du corps humain, dans le but de soigner les parties malades. Les Elekiters furent très largement vendus au public dans les boutiques de curiosités. De nombreuses machines électriques dérivées de l'Elekiter furent par la suite inventées, notamment par Shōzan Sakuma.
Le premier manuel japonais d'électricité, Fondamentaux de l'Elekiter maîtrisé par les Néerlandais (阿蘭陀始制エレキテル究理原, Oranda Shisei Erekiteru Kyūri-Gen), publié en 1811 par Muneyoshi Hashimoto, décrit de nombreux phénomènes électriques tels que les expérimentations avec des générateurs électriques, la conduction à travers le corps humain, et les expériences de 1750 de Benjamin Franklin avec la foudre.

### Chimie

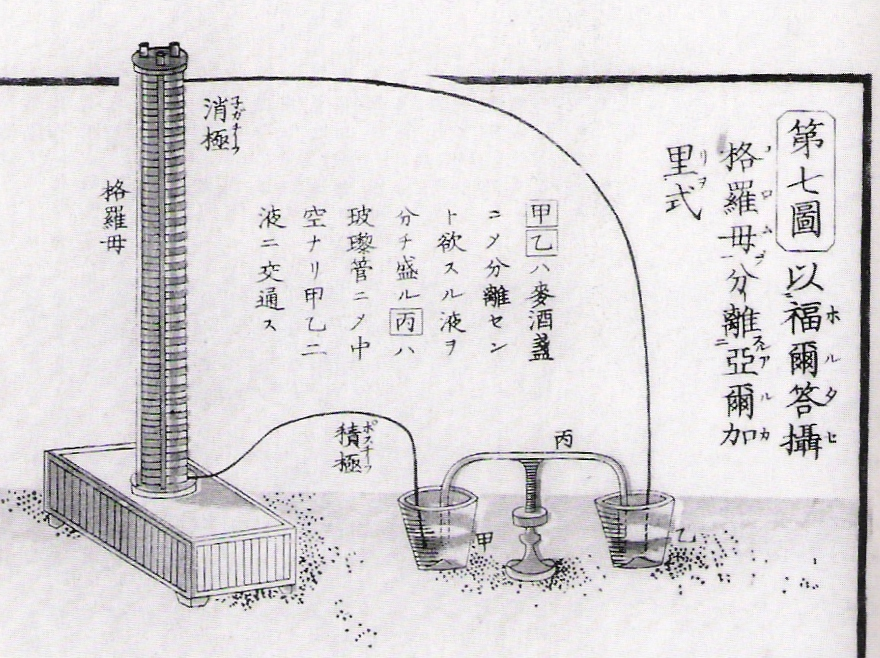
Description d'une pile Volta dans le Seimi Kaisō, publié en 1840 par Utagawa Yōan. Le titre se lit « Décomposition d'un alcali avec une colonne Volta ».

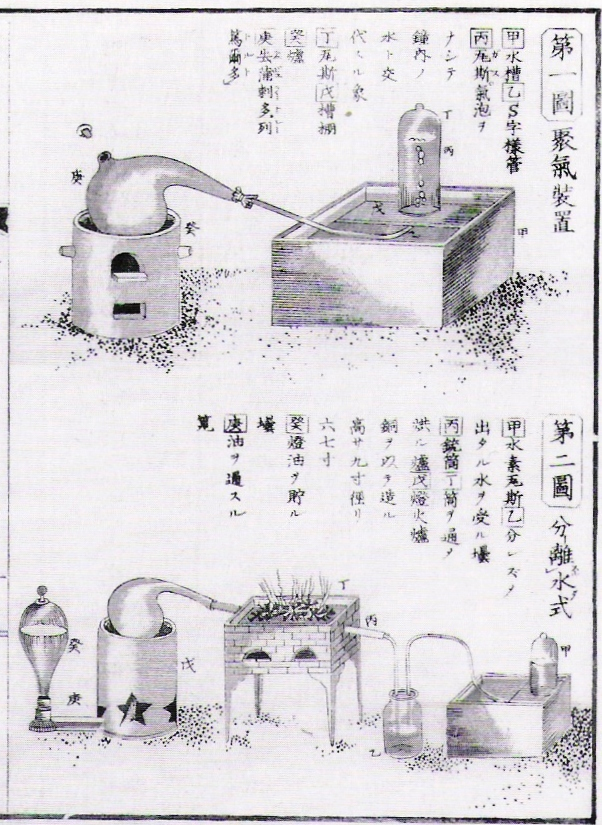
Expériences chimiques décrites dans le Seimi Kaisō.

En 1840, Utagawa Yōan publia son Premiers Principes de Chimie (舎密開宗, Seimi Kaisō), une compilation de différents ouvrages néerlandais, décrivant une large gamme de connaissances scientifiques occidentales. Il puisa la plus grande partie de ses sources dans l'ouvrage de William Henry publié en 1799, Éléments de chimie expérimentale. Plus particulièrement, la publication d'Udagawa comportait une description détaillée de la pile électrique inventée par Alessandro Volta quarante ans plus tôt, en 1800. La pile fut également construite par Udagawa en 1831 et utilisée dans diverses expériences, y compris médicales, basées sur la croyance que l'électricité pouvait aider à soigner les maladies.
L'œuvre d'Udagawa retranscrit également en détail pour la première fois au Japon les découvertes et théories de Lavoisier. Par conséquent, Udagawa réalisa aussi de nombreuses expériences scientifiques et inventa de nouveaux termes, qui sont toujours d'usage courant dans le japonais scientifique moderne, tels que « oxydation » (酸化, sanka), « réduction » (還元, kangen), « saturation » (飽和, hōwa), ou « élément » (元素, genso).

### Optique

#### Télescopes

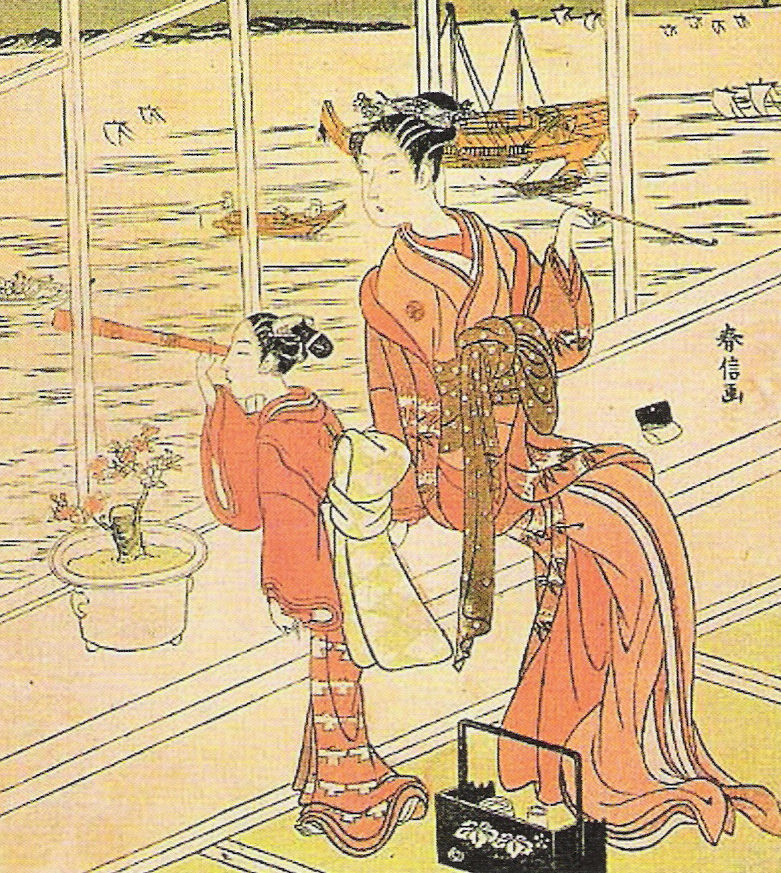
Femmes d'Edo se servant d'un télescope, début du XIXe siècle.

Le premier télescope du Japon fut offert en 1614 par le capitaine anglais John Saris à Ieyasu Tokugawa, avec la contribution de William Adams, pendant la mission de Saris visant à ouvrir le commerce entre l'Angleterre et le Japon. Ce présent suivait d'à peine six ans l'invention du télescope par le Néerlandais Hans Lippershey en 1608. La lunette astronomique fut largement utilisée par la population pendant l'époque d'Edo, aussi bien pour le plaisir que pour l'observation des étoiles.
Après 1640, les Néerlandais continuèrent à tenir informés les Japonais de l'évolution de la technologie des télescopes. En 1831, après avoir passé plusieurs mois à Edo où il put se familiariser avec les marchandises néerlandaises, Ikkansai Kunimoto (un ancien fabricant d'armes) construisit le premier télescope de type grégorien du Japon. Ce télescope avait un grandissement de 60, ce qui permit à Kunimoto de réaliser des études très détaillées sur les taches solaires et la topographie lunaire. Quatre de ses télescopes existent encore aujourd'hui.

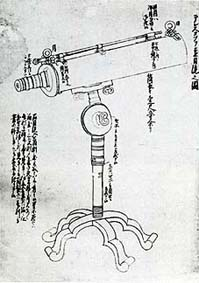
Télescope de Kunimoto (1831).
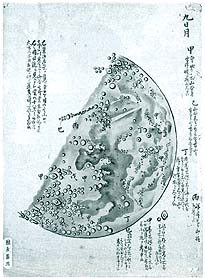
Observation de la Lune par Kunimoto (1836).

#### Microscopes
Les microscopes furent inventés en Europe au XVIIe siècle, mais on ignore à quel moment exactement ils atteignirent le Japon. Des descriptions précises de microscopes furent faites dans les ouvrages Histoires nocturnes de Nagasaki écrites (長崎夜話草, Nagasaki Yawasō) de 1720 et Paroles de Néerlandais de 1787. Alors que les Européens les utilisèrent principalement pour observer les petits organismes cellulaires, les Japonais s'en servirent avant tout à des fins entomologiques et réalisèrent de nombreuses descriptions détaillées d'insectes.

#### Lanternes magiques

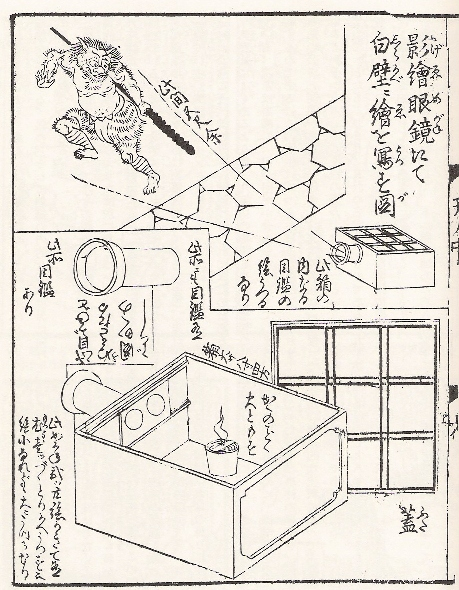
Mécanisme d'une lanterne magique (Tengu-tsū, 1779).

Les lanternes magiques, décrites pour la première fois en Occident par Athanasius Kircher en 1671, devinrent des attractions très populaires sous de multiples formes dans le Japon du XVIIIe siècle. Le mécanisme d'une lanterne magique fut décrit au moyen de dessins techniques dans l'ouvrage intitulé Tengu-tsū (天狗通) en 1779.

### Mécanique

#### Automates (karakuri)

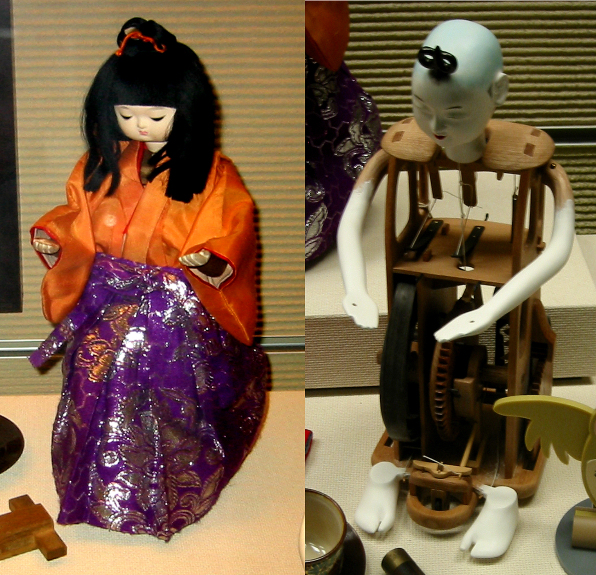
Karakuri servant le thé et son mécanisme (XIXe siècle).

Les karakuri ningyō désignent les marionnettes mécanisées ou automates japonais des XVIIIe et XIXe siècles ; le terme signifie « gadget » et comporte à la fois les connotations d'appareil mécanique et d'appareil trompeur par son apparence. Le Japon modifia et adapta les automates occidentaux, qui à l'époque fascinaient des personnalités telles que René Descartes qui y trouva la motivation de ses théories mécanistes sur les organismes, ou Frédéric le Grand qui adorait jouer avec des automates et à des jeux de guerre miniatures.
De nombreux karakuri furent conçus, principalement dans une optique de loisir, imitant des scènes allant de la cérémonie du thé à la pratique du kyudo. Ces ingénieux jouets mécaniques allaient devenir les prototypes des machines de la révolution industrielle. Ils étaient animés par des mécanismes de ressorts semblables à ceux des horloges.

#### Horloges

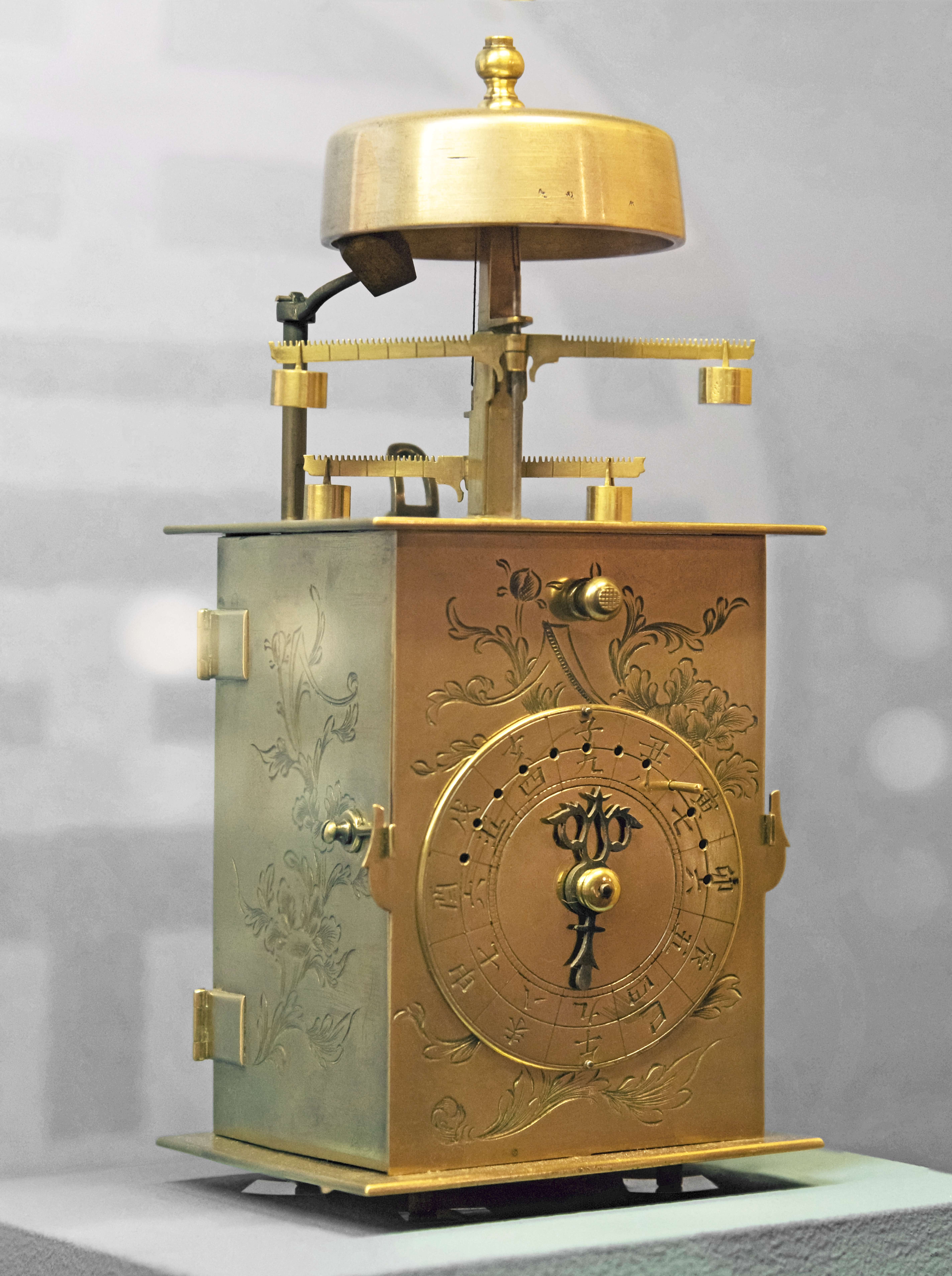
Horloge japonaise wadokei du XVIIIe siècle
Musée Paul-Dupuy

Les horloges mécaniques furent introduites au Japon par des missionnaires jésuites ou des marchands néerlandais au XVIe siècle. Celles-ci étaient des horloges-lanternes, typiquement fabriquées en fer ou en laiton, et fonctionnant à l'aide de l'échappement, relativement primitif, à verge et à foliot. Ceci conduisit au développement d'une horlogerie japonaise originale, appelée Wadokei.
Ni le pendule ni le ressort de balancier n'étaient utilisés pour la conception des horloges européennes à cette époque, aussi n'intégrèrent-ils pas les technologies connues des horlogers japonais au début de la période isolationniste qui débuta en 1641. Plus tard, ils introduisirent dans leurs horloges une technologie plus sophistiquée par le biais des Néerlandais, qui entraîna des créations spectaculaires telle que l'horloge millénaire universelle, conçue en 1850 par Tanaka Hisashige, fondateur de ce qui deviendra ensuite la société Toshiba.

#### Pompes

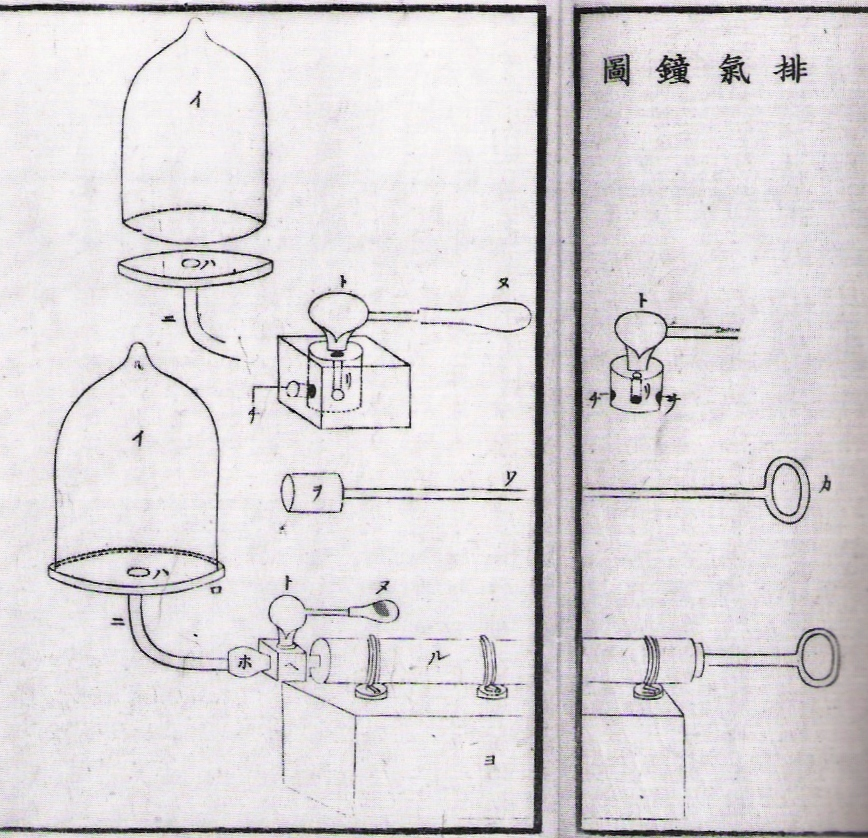
Pompe à vide dessinée par Udagawa, 1834.

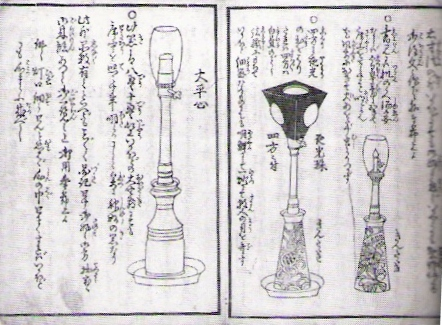
Description des lampes perpétuelles (無尽灯) utilisant l'air comprimé.

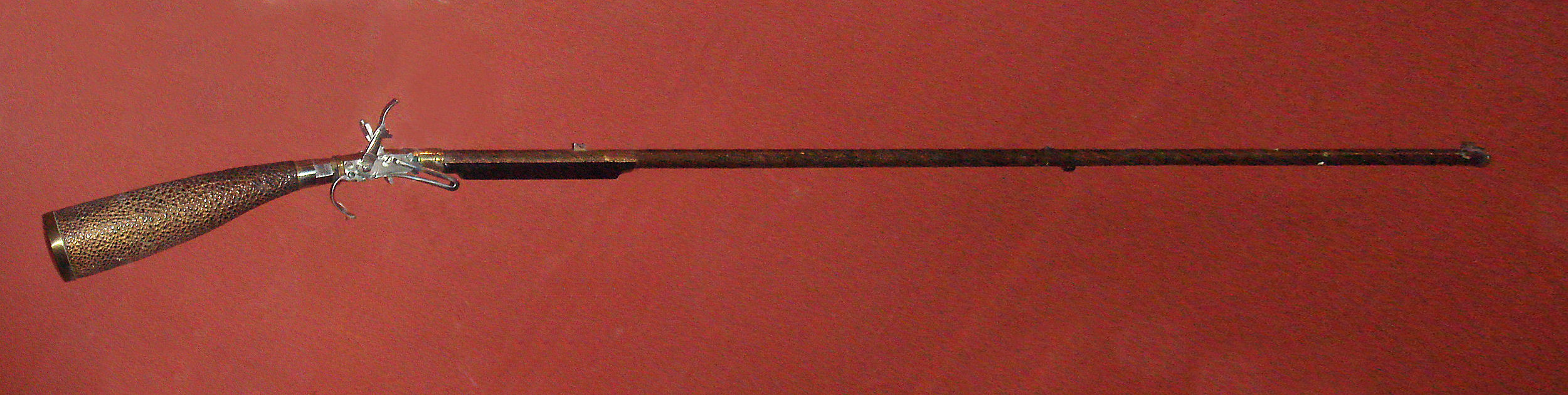
Le fusil à air développé par Ikkansai Kunimoto, vers 1820–1830.

Les mécanismes à air comprimé sont devenus populaires en Europe à partir de 1660, suivant les expériences de Robert Boyle. Au Japon, la première description d'une pompe à vide apparait en 1825 dans Observations Atmosphériques d'Aoji Rinsō (気海観瀾, Kikai Kanran), et légèrement plus tard, pompes à pression et pompes à vide apparaissent en 1834 dans Annexe des Choses et Pensées Médicales et Notables d'Extrême-Orient (遠西医方名物考補遺, Ensei Ihō Meibutsu Kō Hoi) de Udagawa Shinsai. Ces mécanismes ont été utilisés pour démontrer la nécessité de l'air pour la vie animale et la combustion, en général en mettant une lampe ou une petite pompe à vide, et également pour des calculs de la pression et de la densité de l'air.
Beaucoup d'applications pratiques ont été trouvées, comme la fabrication de fusils à air comprimé par Ikkansai Kunimoto, après avoir réparé et analysé le mécanisme de quelques fusils à air néerlandais qui avaient été offerts au shogun à Edo. Une industrie assez grande de lampes à huile perpétuelles (無尽灯, Mujin Hi) s'est également développée, elle aussi basé sur le mécanisme des fusils à air comprimé de Kunimoto, dans lesquelles l'huile était continuellement fournie par un mécanisme à air comprimé. Kunimoto a également développé des applications agricoles de ces technologies, telles qu'une grande pompe actionnée par un bœuf, destinée à l'irrigation.

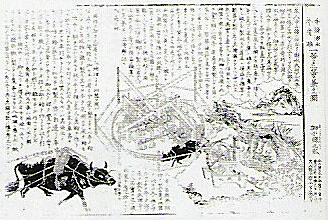
« Pompe à aspiration de Kunimoto conduite par un bœuf » (publicité de 1810).
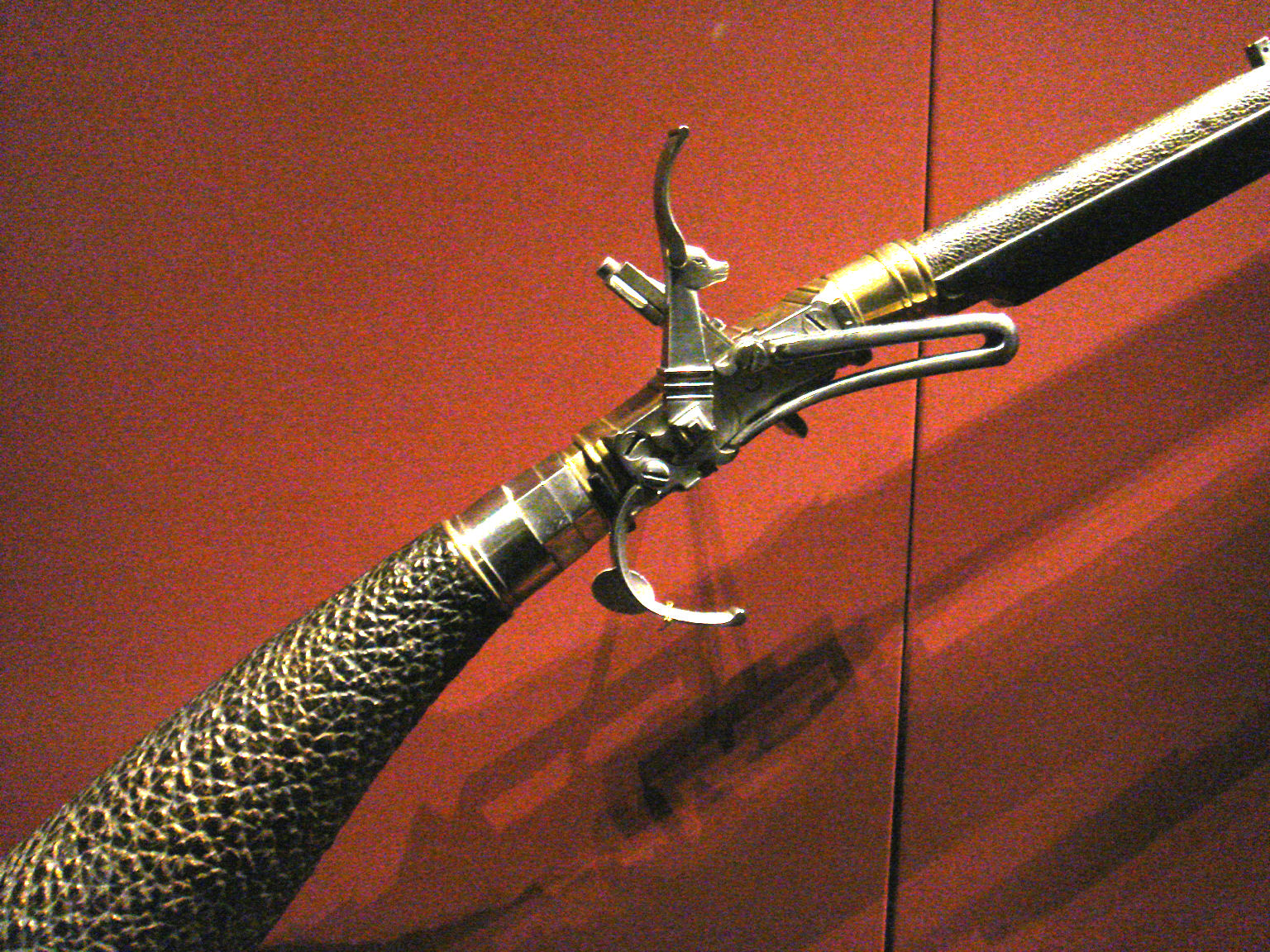
Gâchette d'un fusil à air comprimé.

#### Aéronautique

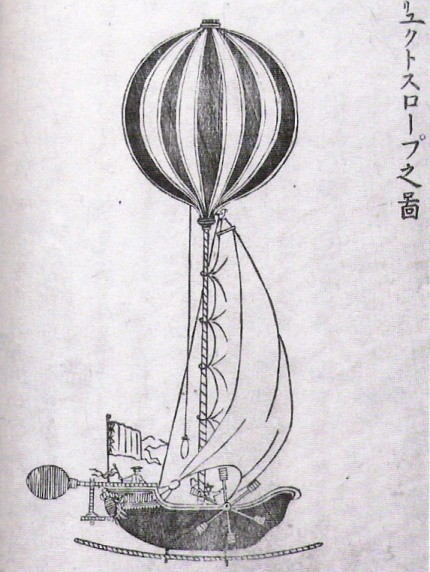
Dessin d'une montgolfière occidentale, 1787, Récits des Pays-Bas.

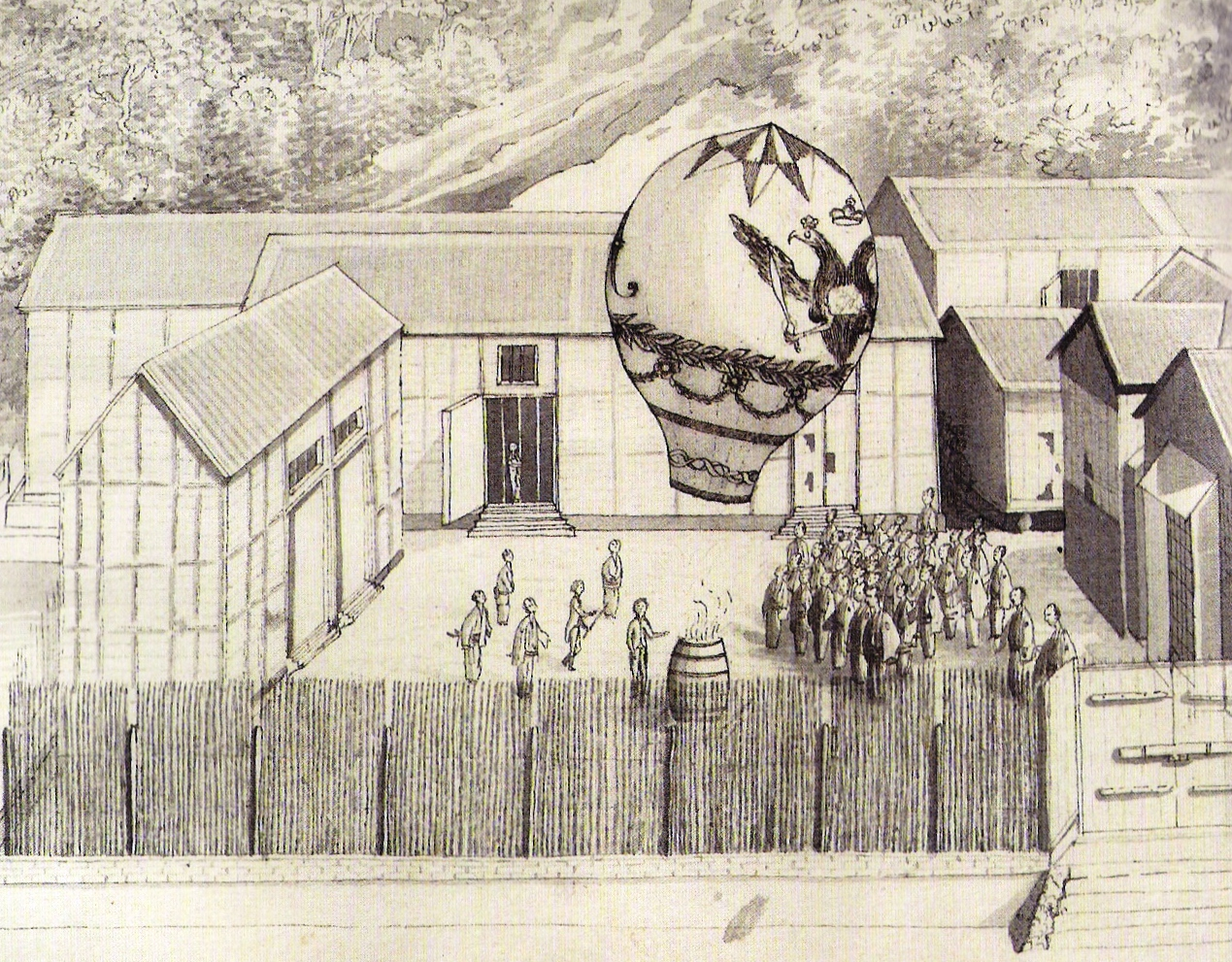
Première démonstration d'une montgolfière à Umegasaki, Japon, en 1805 par Johann Caspar Horner.

Le premier vol d'une montgolfière par les frères Montgolfier en 1783 en France, a été rapporté moins de quatre ans plus tard par les Néerlandais de Dejima, et publié dans Récits des Pays-Bas de 1787. En 1805, presque vingt ans après, le Suisse Johann Caspar Horner et le Prussien Georg Heinrich von Langsdorff, deux scientifiques du voyage de Kruzenshtern qui a conduit l'Ambassadeur russe Nikolai Rezanov au Japon, ont fabriqué une montgolfière avec du papier japonais (washi), et fait une démonstration de cette nouvelle technologie devant 30 émissaires japonais.
Les montgolfières resteraient principalement des curiosités, devenant l'objet de nombreuses expériences et de descriptions populaires, jusqu'au développement des utilisations militaires au début de l'ère Meiji.

#### Machines à vapeur

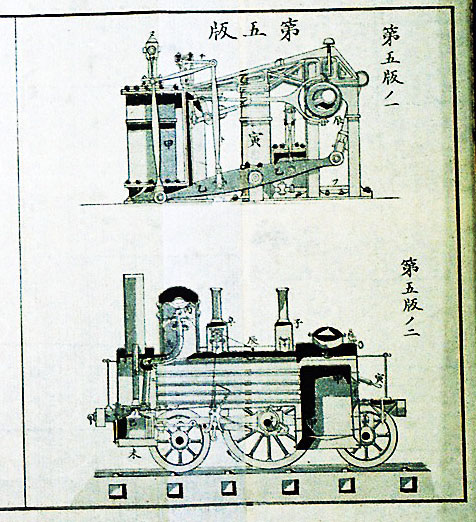
Dessin du livre japonais Étranges Machines de l'Ouest Lointain, écrit en 1845 mais publié en 1854.

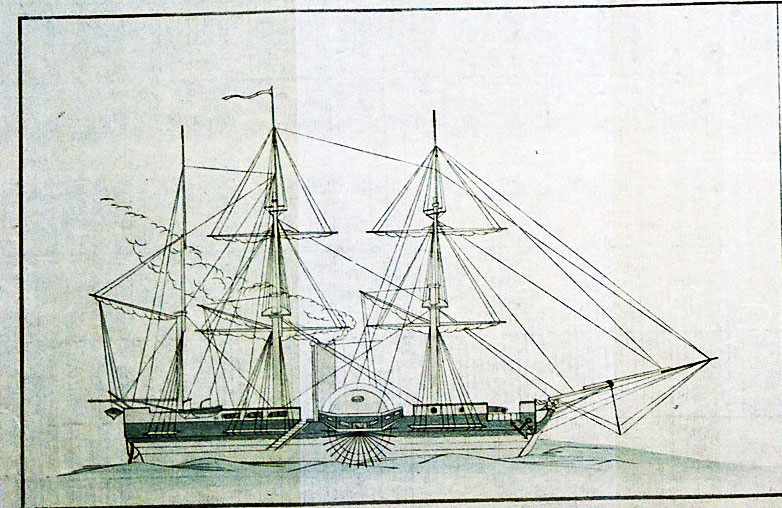
Un navire à vapeur détaillé dans Étranges Machines de l'Ouest Lointain.

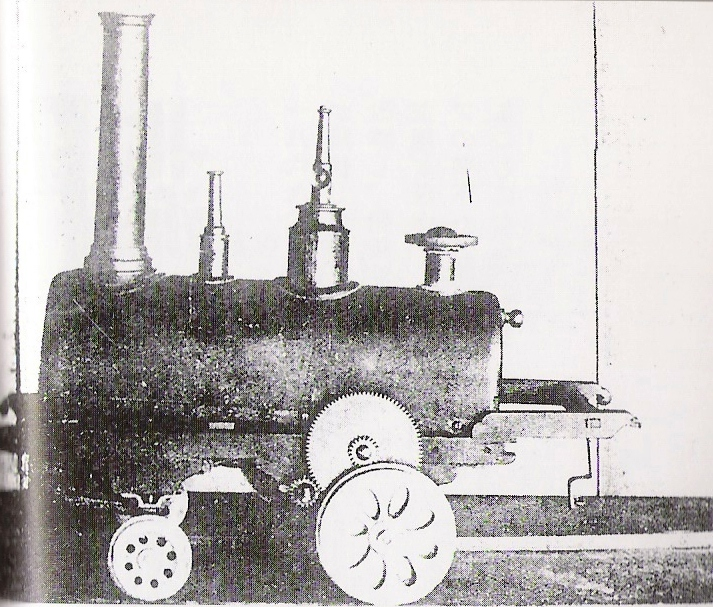
Première machine à vapeur japonaise, fabriqué en 1853 par Tanaka Hisashige.

La connaissance de la machine à vapeur a atteint le Japon pendant la première moitié du XIXe siècle, bien que la première tentative enregistrée de fabrication par Tanaka Hisashige date de 1853, après la démonstration d'une machine à vapeur par l'ambassade russe de Efim Alexeïevitch Poutiatine à son arrivée à Nagasaki le 12 août 1853.
Kawamoto Kōmin, un érudit du Rangaku, a écrit un livre, en 1845, appelé Étranges Machines de l'Ouest Lointain (遠西奇器述, Ensei Kiki-Jutsu), qui a été finalement publié en 1854 en conséquence de l'ouverture du Japon par le Commodore Perry et des contacts accrus avec les nations occidentales industrielles. Il devenait de plus en plus évident qu'il fallait propager les connaissances occidentales dans l'archipel. Le livre contient des descriptions détaillées de machines et de navires à vapeur. Kawamoto avait apparemment remis à plus tard la publication du livre à cause de l'interdiction du Bakufu de la construction de grands bateaux.

### Géographie

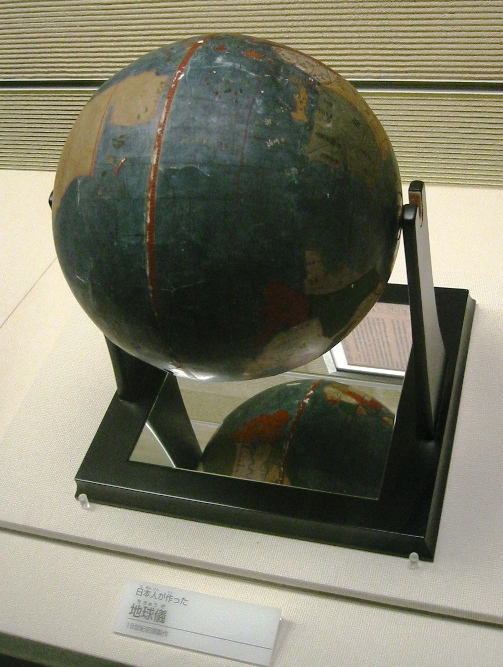
Un globe japonais du XVIIIe siècle.

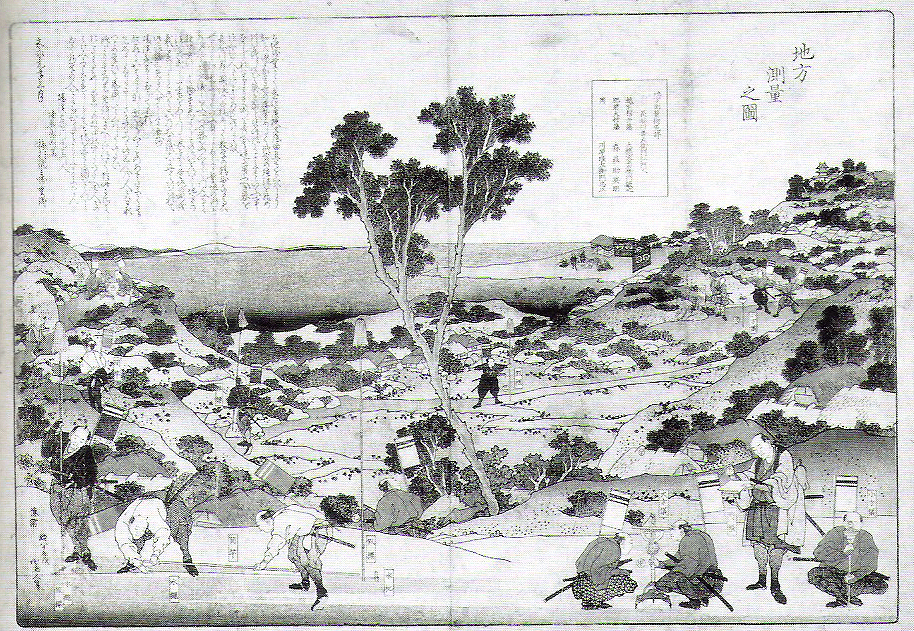
Mesures topographiques copiées sur les méthodes européennes, dessin tiré de Carte des régions (地方測量之図, Jikata Sokuryō no Zu), 1848.

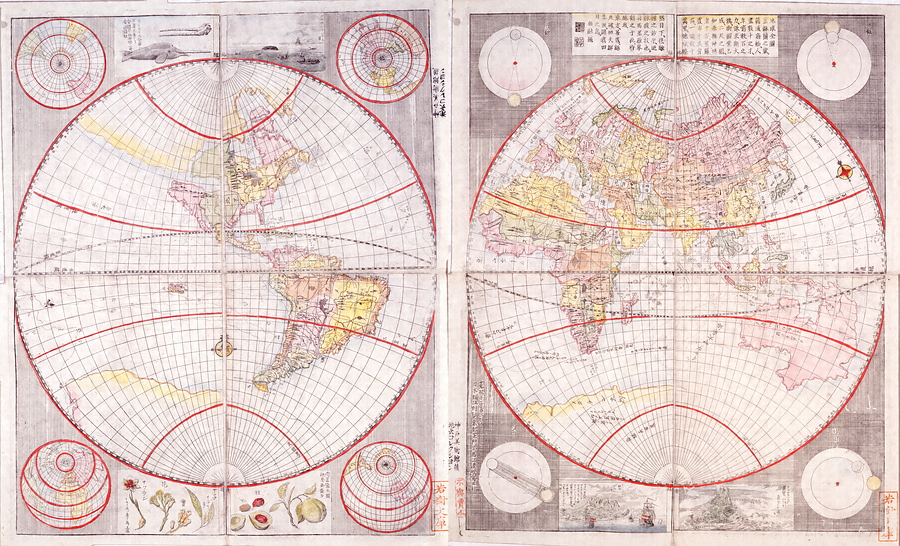
Carte du monde japonaise publiée en 1792, par Shiba Kōkan, Carte Complète de la Terre (地球全図, Chikyū Zenzu).

Les connaissances géographiques modernes ont atteint le Japon au XVIIe siècle grâce aux travaux du jésuite Matteo Ricci. Ces connaissances ont été régulièrement mises à jour par le contact avec les Néerlandais, donnant au Japon une vision du monde géographique équivalente à celle des pays occidentaux contemporains. Avec ces connaissances, Shibukawa Shunkai a fait le premier globe japonais en 1690.
Tout au long des XVIIIe et XIXe siècles, de grands efforts ont été faits pour mesurer et cartographier le pays, avec des techniques et des outils occidentaux. De nombreuses cartes du Japon ont été faites ; elles diffèrent peu des cartes d'aujourd'hui, comme les cartes contemporaines des terres européennes.

### Biologie

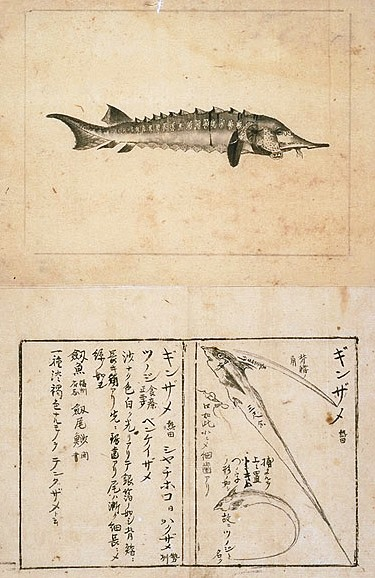
Poisson par Itō Keisuke.

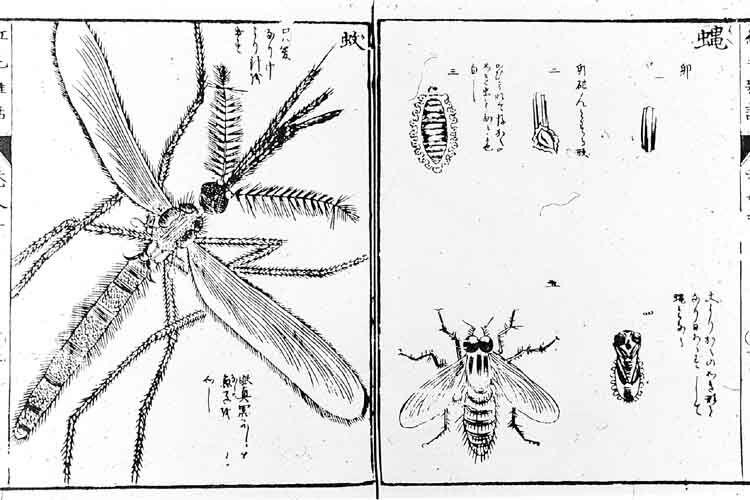
Description d'insectes dans Récits des Néerlandais, 1787.

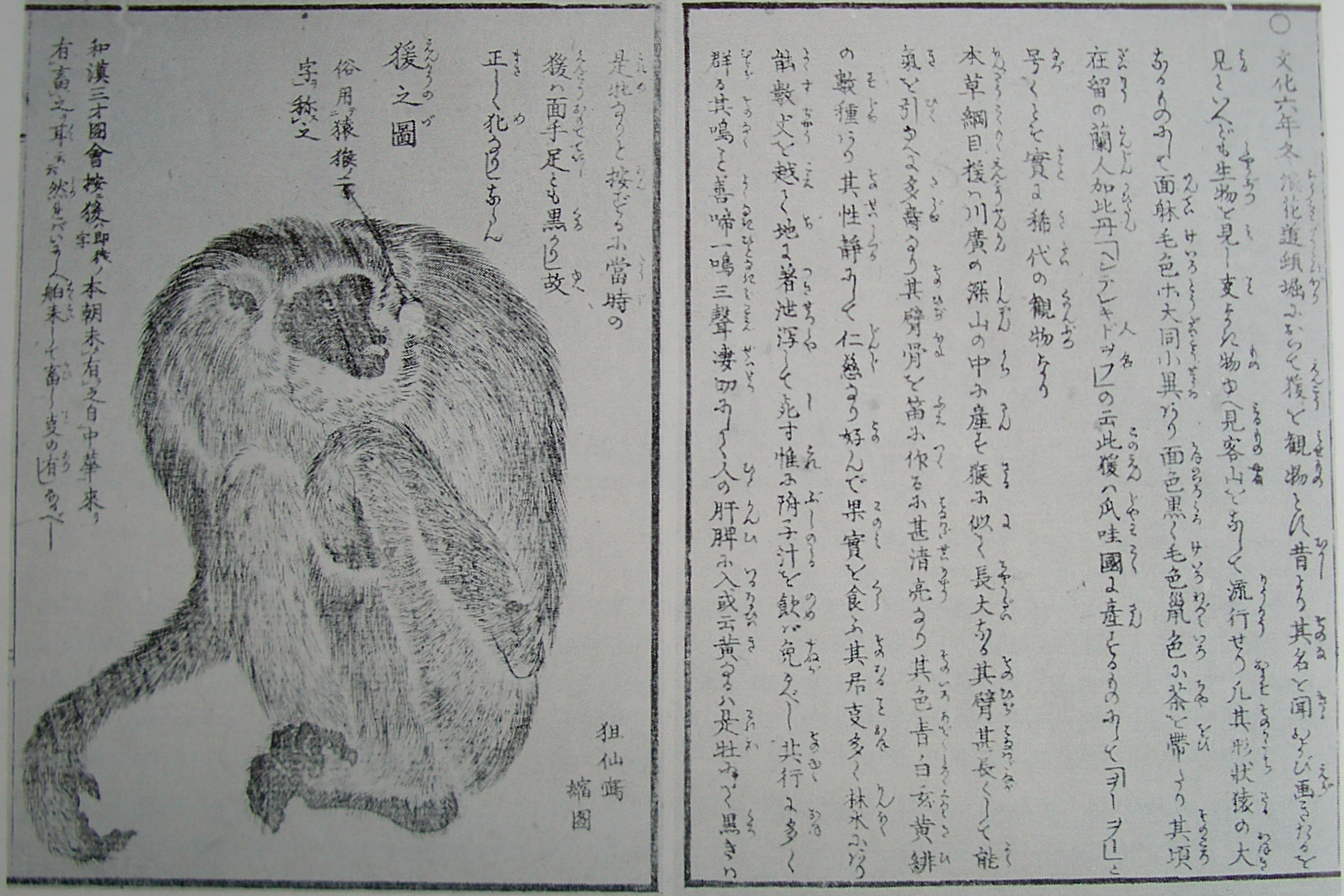
Le premier Gibbon apporté au Japon (1809), dessiné par Mori Sosen

La connaissance du monde naturel a progressé considérablement avec le Rangaku, sous l'influence des Encyclopédistes, et avec la contribution de Philipp Franz von Siebold (un docteur allemand au service des Néerlandais de Dejima). Itō Keisuke a écrit de nombreux livres décrivant la faune des îles japonaises, avec des dessins proches d'une qualité photographique.
L'entomologie était également extrêmement populaire, et des descriptions d'insectes, souvent obtenues par l'utilisation de microscopes (voir ci-dessus), ont été rendues publiques.
Dans un cas plutôt rare dit « de Rangaku renversé » (c'est-à-dire, la science du Japon isolationniste faisant référence en Occident), un traité de 1803 sur l'élevage des vers à soie et la fabrication de la soie, Notions Secrètes de Sériciculture (養蚕秘録, Yōsan Hiroku) a atteint l'Europe par l'intermédiaire de von Siebold et fut traduit en français et en italien en 1848, contribuant au développement de l'industrie de la soie en Europe.
Diverses plantes ont également été introduites au Japon par l'intermédiaire des Néerlandais, tel que le chou et la tomate.

### Publications diverses
- Automates : Manuel d'Instruction des Karakuri (機訓蒙鑑草, Karakuri Kinmō Kagami-Gusa), 1730.
- Mathématiques : Traité sur le Calcul Occidental (西洋算書, Seiyō Sansho).
- Optique : Fabrication de Télescopes (遠鏡製造, Enkyō Seizō).
- Verrerie : Fabrication du Verre (硝子製造, Garasu Seizō).
- Militaires : La Tactique des Trois Bras de Combat (三兵答古知幾, Sanpei Takuchiiki), par Choei Takano au sujet de la tactique de l'armée prussienne, 1850.
- Description de la méthode d'amalgame pour le placage à l'or dans Sōken Kishō (装劍奇賞), ou 装剣奇賞 en Shinjitai, par Inaba Shin'emon, 1781.

## Conséquences

### Le Commodore Perry

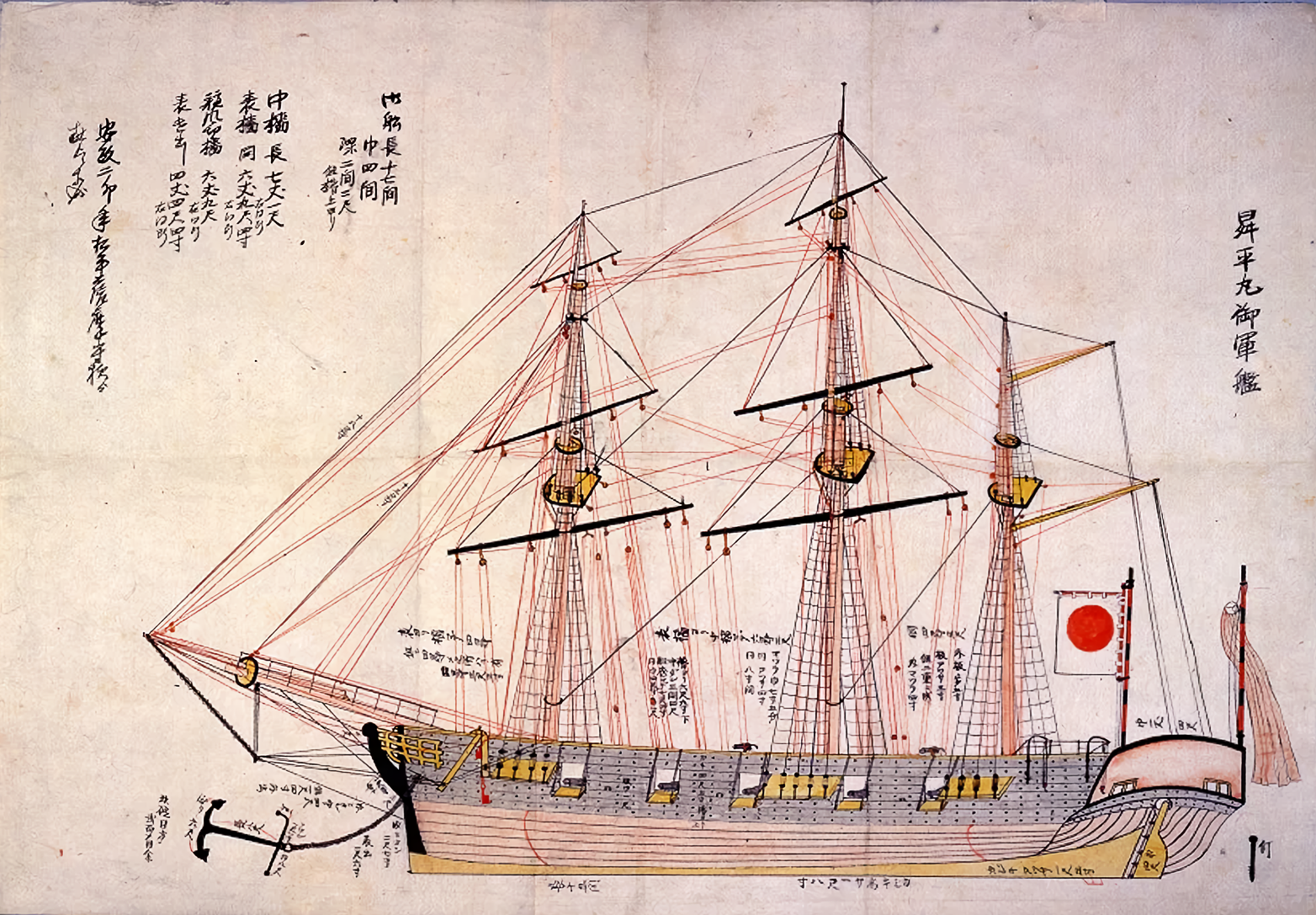
Le Shohei Maru a été construit en 1854 à partir des techniques néerlandaises.

Quand le Commodore Perry a obtenu la signature de la Convention de Kanagawa en 1854, il a également apporté de nombreux cadeaux technologiques aux représentants japonais. Parmi eux, il y avait un petit télégraphe, et un petit train à vapeur avec des rails. Tous ces objets ont été étudiés de près par les Japonais.
Considérant l'arrivée des bateaux occidentaux comme une menace et un facteur de déstabilisation, le Bakufu a ordonné à plusieurs de ses fiefs de construire des navires de guerre selon les conceptions occidentales. Ces bateaux, tels que le Hōō-Maru, le Shohei Maru, et l'Asahi-Maru, ont été conçus et construits en se basant principalement sur les livres et les plans néerlandais. Certains ont été construits une année ou deux après la visite de Perry. De même, des machines à vapeur ont été immédiatement étudiées. Tanaka Hisashige, qui avait construit l'Horloge Millénaire, a fabriqué la première machine à vapeur du Japon, basée sur des schémas néerlandais et l'observation d'un bateau à vapeur russe à Nagasaki en 1853. Ces développements ont conduit le clan Satsuma à construire le premier bateau à vapeur du Japon, l'Unkō-Maru en 1855, à peine deux ans après que le Japon eut rencontré de tels bateaux en 1853 pendant la visite de Perry.
En 1858, l'officier néerlandais Kattendijke commentera :
« Il y a quelques imperfections dans les détails, mais je tire mon chapeau au génie des personnes qui ont pu construire ces engins sans les voir en vrai, mais seulement compté sur les schémas ».

### Fin des études «néerlandaises»

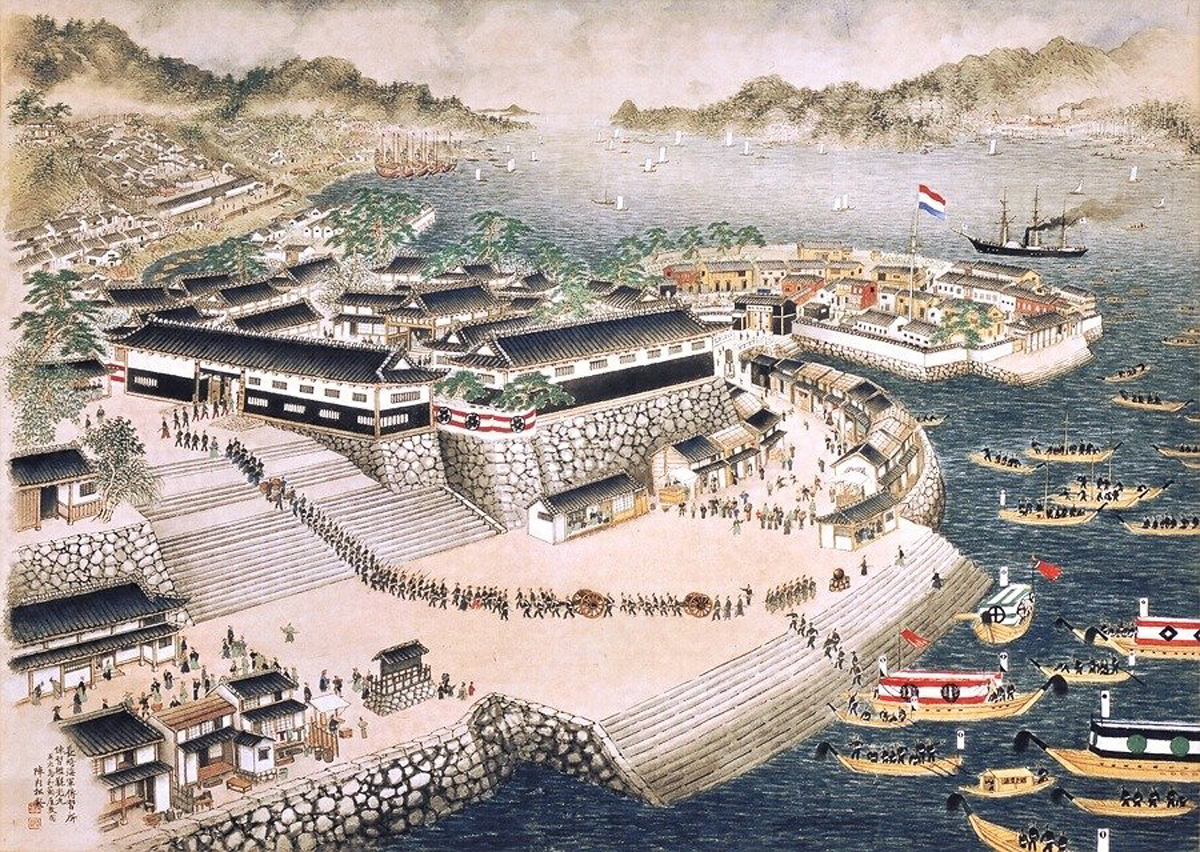
Le Centre d'entraînement naval de Nagasaki avec l'île de Dejima au fond.

Après la visite du Commodore Perry, les Pays-Bas ont continué à avoir un rôle important en transmettant le savoir-faire occidental au Japon pendant quelque temps. Le Bakufu se fondait sur l'expertise néerlandaise pour se renseigner sur les méthodes navales occidentales modernes. Ainsi, le centre d'entraînement naval de Nagasaki fut fondé en 1855 à l'entrée du comptoir commercial néerlandais de Dejima, tenant compte au maximum de l'interaction avec la connaissance navale néerlandaise. De 1855 à 1859, l'enseignement y était prodigué par les officiers navals néerlandais, avant le transfert de l'école à Tsukiji à Tokyo, où les Anglais ont pris leur place.
Le centre a été également équipé du premier navire de guerre à vapeur du Japon, le Kankō Maru, donné par le gouvernement des Pays-Bas en 1855, ce qui est l'une des dernières grandes contributions des Néerlandais à la modernisation japonaise, avant que le Japon ne s'ouvre aux autres influences étrangères. Le futur amiral Takeaki Enomoto fut l'un des étudiants du centre de formation. Il a également été envoyé aux Pays-Bas pendant cinq années (1862-1867) avec plusieurs autres étudiants pour développer sa connaissance de la guerre navale, avant de revenir pour devenir amiral de la flotte du shogun.

### Influence durable du Rangaku
Beaucoup d'érudits du Rangaku ont continué à jouer un rôle important dans la modernisation du Japon. Ces érudits tels que Yukichi Fukuzawa, Keisuke Ōtori, Yoshida Shōin, Kaishu Katsu, et Ryōma Sakamoto, qui ont acquis leur savoir pendant l'isolement du Japon, ont ensuite progressivement fait passer la langue principale d'étude du néerlandais à l'anglais.
Comme ces érudits du Rangaku prenaient habituellement une position pro-occidentale, qui était en conformité avec la politique du Bakufu mais contre les mouvements impérialistes anti-étrangers, plusieurs ont été assassinés, comme Shōzan Sakuma en 1864 ou Ryōma Sakamoto en 1867.

## Célèbres érudits du Rangaku

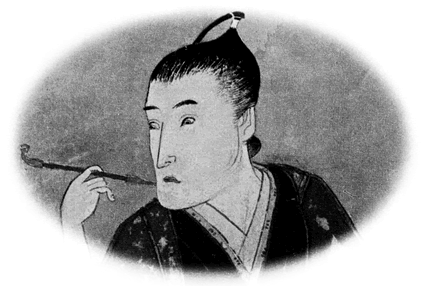
Gennai Hiraga (平賀源内, 1729–1779).

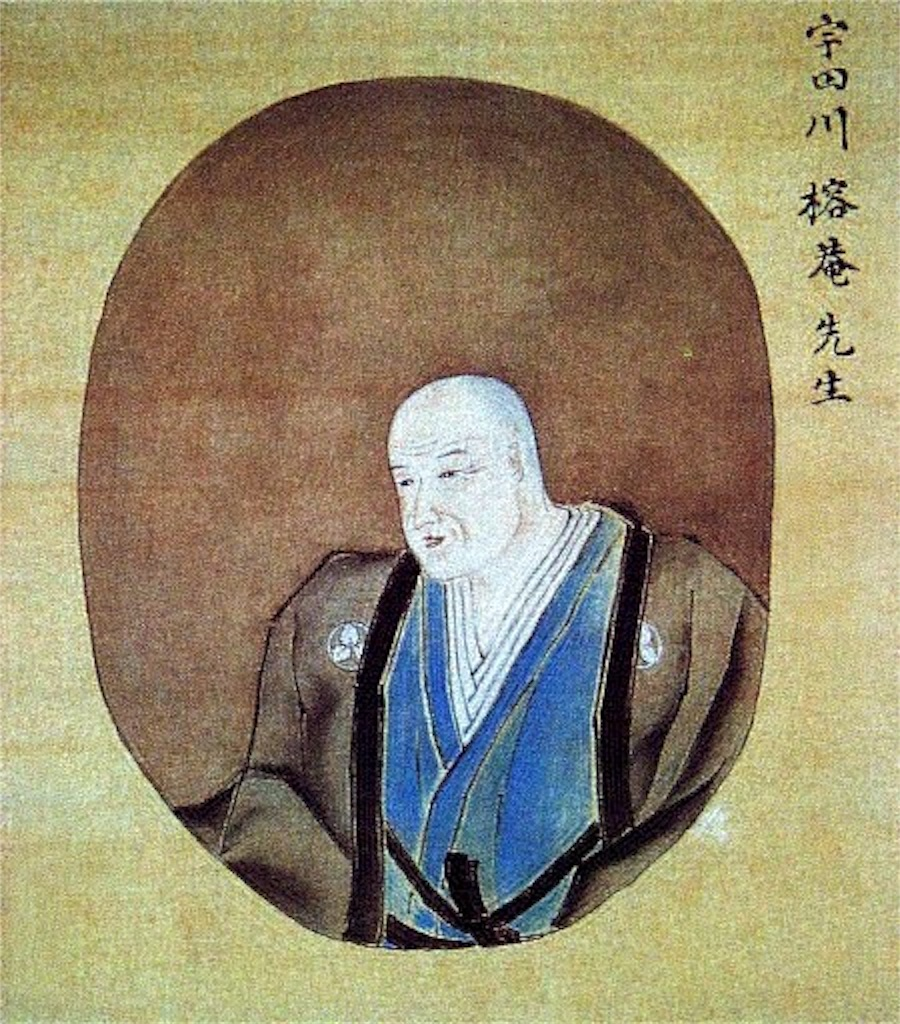
Utagawa Yōan (宇田川榕菴, 1798–1846).

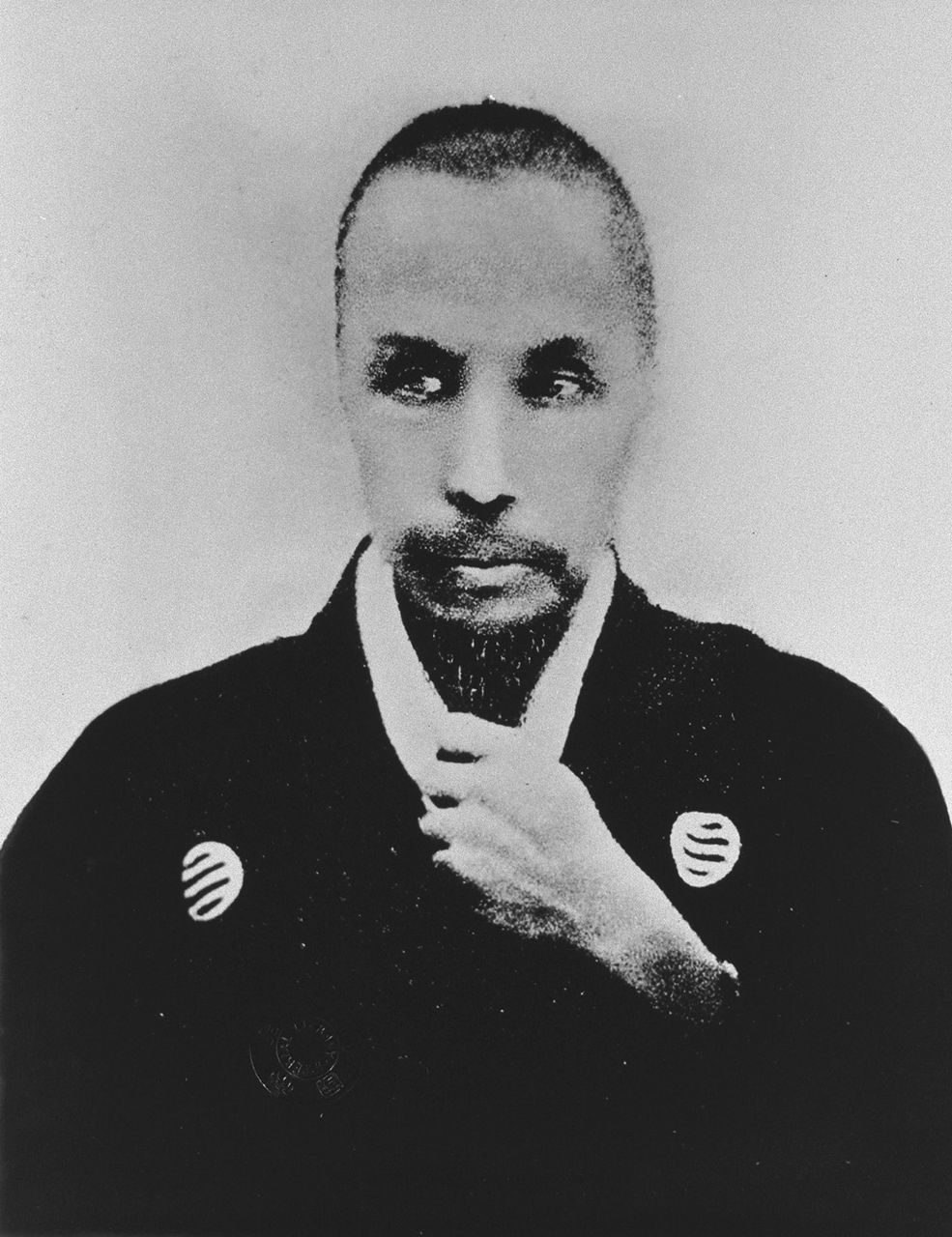
Shōzan Sakuma (佐久間象山, 1811–1864).

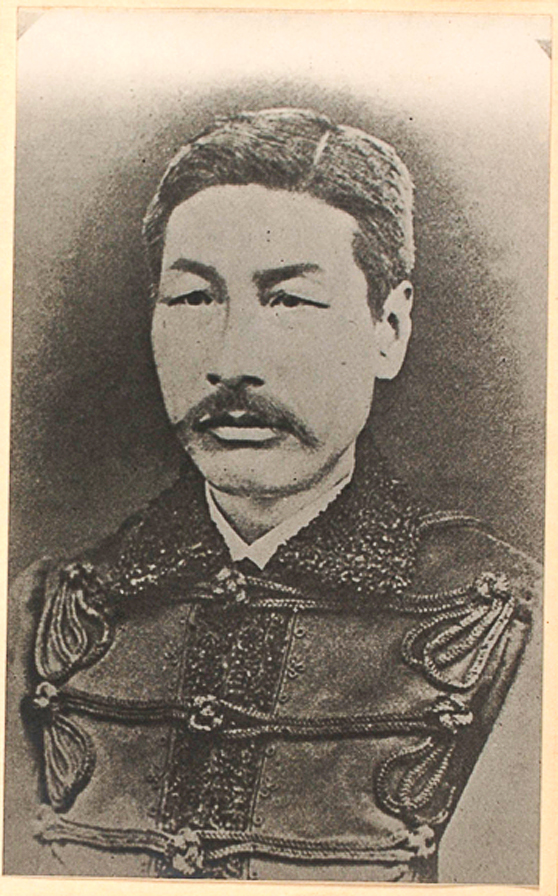
Ayasaburō Takeda (武田斐三郎, 1827–1880).

- Arai Hakuseki (新井 白石, 1657–1725), auteur du Sairan Igen et du Seiyō Kibun
- Aoki Kon'yō (青木 昆陽, 1698–1769)
- Maeno Ryōtaku (前野 良沢, 1723–1803)
- Yoshio Kōgyū (吉雄 耕牛, 1724–1800)
- Ono Ranzan (小野 蘭山, 1729–1810), auteur de Classification Botanique (本草綱目啓蒙, Honzō Kōmoku Keimō?).
- Gennai Hiraga (平賀 源内, 1729–1779) promoteur de l'« Elekiter »
- Gotō Gonzan (後藤 艮山)
- Kagawa Shūan (香川 修庵)
- Genpaku Sugita (杉田 玄白, 1733–1817) auteur du Nouveau Traité d'Anatomie (解体新書, Kaitai Shinsho?).
- Goryu Asada (麻田 剛立, 1734–1799)
- Motoki Ryōei (本木 良永, 1735–1794), auteur de Usage des Sphères Planétaires et Merveilleuses (天地二球用法, Tenchi Nikyū Yōhō?)
- Shiba Kōkan (司馬江漢, 1747–1818), peintre.
- Shizuki Tadao (志筑 忠雄, 1760–1806), auteur du Nouveau Livre sur les Phénomènes du Calendrier (暦象新書, Rekishō Shinsho?), 1798.
- Tadano Makuzu (只野 真葛, 1763–1825)
- Hanaoka Seishū (華岡 青洲, 1760–1835), auteur de la première anesthésie générale.
- Takahashi Yoshitoki (高橋 至時, 1764–1804)
- Motoki Shōei (本木 正栄, 1767–1822)
- Udagawa Genshin (宇田川 玄真, 1769–1834), auteur du Nouveau Volume sur le Bien-Etre Public (厚生新編, Kōsei Shinpen?).
- Aoji Rinsō (青地 林宗, 1775–1833), auteur de Etude de l'Atmosphère (気海観瀾, Kikai Kanran?), 1825.
- Hoashi Banri (帆足 万里, 1778–1852), auteur de Sciences Physiques (究理通, Kyūri Tsū?).
- Takahashi Kageyasu (高橋 景保, 1785–1829)
- Matsuoka Joan (松岡 恕庵)
- Baba Sadayoshi (馬場貞由) (1787－1822).
- Utagawa Yōan (宇田川 榕菴, 1798–1846), auteur de  Sutra Botanique

 (菩多尼訶経, Botanika Kyō, du Latin « botanica » dans ateji) and Sciences chimiques (舎密開宗, Seimi Kaisō)
- Itō Keisuke (伊藤 圭介, 1803–1901), auteur de Taxonomy de la Flore de l'Occident (泰西本草名疏, Taisei Honzō Meiso?)
- Choei Takano (高野 長英, 1804–1850), médecin, cotraducteur d'un livre sur les tactiques de l'armée prussienne, Tactiques des Trois Bras de Combat (三兵答古知幾, Sanpei Takuchiiki?), 1850.
- Ōshima Takatō (大島 高任, 1810–1871), ingénieur - a fondé le premier fourneau occidental et a fait le premier canon occidental du Japon.
- Kawamoto Kōmin (川本 幸民, 1810–1871), auteur de Etranges Machines de l'Ouest Lointain (遠西奇器述, Ensei Kikijutsu?), fait en 1845, publié en 1854.
- Kōan Ogata (緒方 洪庵, 1810–1863), fondateur du Tekijuku, et auteur deIntroduction à la Pathologie (病学通論, Byōgaku Tsūron?), premier traité japonais sur le sujet.
- Shōzan Sakuma (佐久間 象山, 1811–1864)
- Hashimoto Sōkichi (橋本 宗吉)
- Hazama Shigetomi (間 重富)
- Hirose Genkyō (広瀬 元恭), auteur de Science Abrégée (理学提要, Rigaku Teiyō?).
- Ayasaburō Takeda (武田 斐三郎, 1827–1880), architecte de la forteresse de Goryōkaku
- Shigenobu Ōkuma (大隈 重信, 1838–1922)